# Bayraktar TB2
Байрактар ТБ2 (тур. Bayraktar TB2, досл. — «знаменосец») — турецкий ударный оперативно-тактический средневысотный БПЛА с двигателем внутреннего сгорания и воздушным винтом толкающего типа. Bayraktar TB2 с 4 управляемыми боеприпасами на подвеске может находиться в воздухе от 12 до 24 часов. Максимальная дальность управления — до 150 км. Это позволяет вести постоянное дежурство в воздухе и, после выявления целей, быстро выдвигаться к передовой для пуска ракет (время реакции будет гораздо меньше, чем у авиации, что позволяет эффективно поражать цели, доступные лишь короткое время). Разработка и производство: частная компания «Baykar Makina».
К 2024 году Bayraktar TB2 является одним из самых продаваемых ударных БПЛА в мире, а компания  Baykar Makina, производящая Bayraktar TB2, впервые вошла в топ-100 компаний производителей оружия и поставщиков военных услуг: доходы компании выросли на 94%, что является самым быстрым темпом роста среди всех компаний в рейтинге.
В Китае появилась своя копия данного аппарата.

## История
Ещё с советских времён Турция являлась членом НАТО, но ударных беспилотников на вооружении не имела, поскольку их поставка в Турцию была под запретом из-за её разногласий с США по курдскому вопросу (для США курды — ситуативный союзник в Ираке и Сирии, а для Турции — сепаратисты).
В 1986 году в Турции семьёй Байрактаров была основана частная компания «Baykar Makina», которая занималась производством автозапчастей. С 2000 года Baykar Makina начала работы в области авиастроения, в частности, в разработке и производстве беспилотных летательных аппаратов (БПЛА). Один из членов семьи (средний сын) — Сельчук Байрактар, увлекавшийся авиамоделизмом и учившийся в Массачусетском технологическом институте, в 2005 году разработал первый разведывательный беспилотник «Bayraktar Mini». Однако данная разработка была прохладно принята турецкими военными, хотя, после доработок, была ими закуплена в количестве 19 экземпляров.
В 2007 Сельчук оставил написание диссертации, вернулся в Турцию, собрал команду и в 2009 году предложил новую версию своего беспилотника — «Bayraktar TB1» (было выпущено всего 2 экземпляра).
Первым же серийным беспилотником семейной фирмы стал Bayraktar TB2, первый полёт которого состоялся в 2014 году. В июне и августе 2014 года Bayraktar TB2 побил мировой рекорд среди беспилотных летательных аппаратов в классе тактических средневысотных БПЛА по продолжительности полёта: он находился в небе на высоте 8 км 24 часа 34 минуты.
В 2014 году БПЛА впервые применялся во время операции против курдов в восточной Турции.
В декабре 2015 года состоялись тестовые запуски ПТРК UMTAS. Дрон мог нести 2 таких ПТРК общим весом 75 кг (при неполной загрузке топливом), затем на Bayraktar стали брать более лёгкие планирующие управляемые авиабомбы.
Несмотря на скромные технические характеристики, «байрактар» оказался сложной целью для средств обнаружения, поскольку имел композитный корпус и относительно маломощный двигатель (100 лошадиных сил). На крейсерской высоте 8 км он был вообще неуязвим для ПЗРК и зенитных пушек, а устаревшие ЗРК замечали его только в радиусе опасного приближения.
В 2017 году шесть беспилотников и три станции управления были проданы Катару, в 2019 двенадцать дронов и три станции — Украине. В 2019 использовался в Ливии с переменным успехом — уничтожены 3 российских «Панциря-С1» в экспортном исполнении, но и потеряно более 20 штук и как минимум одна станция управления.
Звёздным часом дрона стала Вторая карабахская война 2020 года. По заявлениям Азербайджана, «байрактары» уничтожили как минимум девять лёгких систем ПВО «Оса» и «Стрела-10» советского производства и немалую часть бронетехники. Потери «байрактаров» достоверно неизвестны: Никол Пашинян заявляет о более чем двенадцати, но документально подтверждено значительно меньшее число.
В октябре 2020 канадская компания Bombardier, владеющая австрийским Rotax, поставила Турции эмбарго на двигатели, тогда же Канада запретила экспорт в Турцию оптикоэлектронных станций «Wescam» (две камеры, дальномер, лазер наведения и поворотный подвес). По «байрактарам» это ударило мало — уже с осени 2021 дроны начали выходить с турецкими двигателями и камерами.
Также осенью 2020 представлена модель TB2S, работающая через геостационарную систему связи «Тюрксат». Она позволяет отлететь более чем на 150…300 км от станции управления, более устойчива к наземным помехам.
В 2021 году представлена морская версия TB3 со складывающимся крылом, испытания ожидаются в 2023. С помощью блоков и лебёдок будет возможен запуск со значительно меньших кораблей, чем традиционный авианосец — например, с принятого в начале 2023 носителя вертолётов/СВВП «Анатолия». Поскольку Турцию исключили из программы F-35, есть предположения, что «Анатолия» будет носить несколько десятков «байрактаров».
В июле 2022 года президент Турции Р. Т. Эрдоган заявил о желании России сотрудничать с Baykar. Через месяц после данного заявления, генеральный директор компании Baykar Халук Байрактар в интервью BBC, отвечая на вопрос о возможных поставках в Россию, заявил, что компания не будет продавать данный БПЛА России. Компания также отказалась осуществлять поставки любой своей продукции в Индию, обосновывая это возможным применением против "братского" Пакистана, что вызвало гневную реакцию в самой Индии.
Компания Baykar неоднократно обвинялась в проявлении индусофобии и агрессивной политики в отношении Индии. Появившаяся в январе 2024 года информация о готовящихся поставок партии Bayraktar TB2 в Мальдивы, которые потребовали вывода индийских войск из своей страны, спровоцировало очередные нападки на компанию со стороны индийских властей.
В конце июня 2023 года премьер-министр Сербии заявил, что их страна отказывается от покупки Bayraktar TB2 в ответ на продажу данного аппарата СБК.
Румыния попросила Турцию рассмотреть вопрос о совместном производстве данного беспилотника на своей территории.
В мае 2024 года стало известно, что в Польшу доставлены последние 6 БПЛА по контракту с Турцией. А уже в ноябре того же года стало известно о том, что Хорватия приобретает данные дроны.
В марте 2025 года был подписан контракт с крупнейшей итальянской компанией Leonardo о партнёрстве с Baykar, в рамках которого производство и разработка дронов данного семейства будет производиться в том числе и в Италии с последующим доступом ко всему европейскому рынку БПЛА.
Многие страны Африки закупили Bayraktar TB2 для борьбы с повстанцами. Власти Эфиопии, в знак благодарности за продажу данного БПЛА, после крупного разгрома повстанческих групп, наградили Халука Байрактара медалью почёта.
Bayraktar TB2 активно использовался в спасательной операции, наряду с другими турецкими беспилотниками, после февральского землетрясения, за счёт чего удалось обнаружить и спасти большое количество людей.
Bayraktar применялся украинской стороной на начальном этапе вторжения России в Украину, став символом сопротивления, наряду с ПТРК «Джавелин». В дальнейшем более слаженная работа ПВО и РЭБ РФ сменила роль беспилотника — он стал наводчиком и ретранслятором для меньших дронов.

## Конструкция

Габариты Байрактара ТБ2

БПЛА самолётного типа, интегральный двухбалочный низкоплан. Корпус БПЛА выполнен из композитных материалов и оснащён системой автоматического взлёта и посадки. При необходимости аппарат может действовать в полуавтономном режиме полёта, без управления с земли. Хвост в виде перевёрнутого V служит одновременно рулём направления и высоты.
БПЛА оснащён канадским двигателем внутреннего сгорания Rotax 912 с винтом толкающего типа мощностью 100 л. с. В октябре 2020 года, в связи с использованием БПЛА азербайджанской армией против армянских сил в Нагорном Карабахе во время Второй карабахской войны, поставки двигателей канадской компанией Bombardier Recreational Products в Турцию были временно приостановлены. Также эмбарго коснулось и канадской оптики от Telemus Systems.  Для того, чтобы не зависеть от поставок двигателей из третьих стран, был разработан отечественный двигатель TEI-PD170, которым оснащаются новые модели Bayraktar TB3. Турецкая Aselsan разработала отечественную оптику, окончательно решив проблему с эмбарго. Все критические компоненты беспилотника производятся в Турции.
Шасси трёхстоечное. Носовая стойка убирается, улучшая обзор двум камерам на поворотном подвесе, основные не убираются.
Стандартная полезная нагрузка БПЛА включает в себя:
- модульные электронно-оптическую и инфракрасную камеры,
- лазерный дальномер и лазерный целеуказатель для управляемых боеприпасов либо многофункциональный АФАР радар[33].
- на аппарат также может устанавливаться модуль РЭБ для нейтрализации старых систем ПВО[39],

БПЛА имеет защиту от средств РЭБ противника, автономную систему навигации, не зависящую от GPS, и низкую ЭПР, около 0,3 м2, то есть БПЛА малозаметен для многих РЛС. Благодаря высококачественной оптико-электронной системе (используется канадская станция воздушной разведки CMX-15D Wescam) дроны Bayraktar могут поражать цели с высоты 7 км, находясь за пределами досягаемости многих устаревших или низковысотных ЗРК. Оптико-электронная система Wescam позволяет различать наземную технику на удалении до 50 км, и осуществлять целеуказание на расстоянии до 20 км.
В связи с запретом Канады на поставки в Турцию оптико-электронных модулей CMX-15 D «Wescam», с ноября 2021 года Bayraktar TB2 оснащаются оптико-электронными системами «Aselsan CATS» турецкого производства. Модуль состоит из основной камеры, инфракрасной камеры и лазера наведения на поворотном подвесе. Вместо него можно поставить радар с АФАР.
Кабина управления поднимает гидравликой поворотную направленную антенну на высоту 12 метров, и защищена от оружия массового поражения по стандартам НАТО. В кабине три рабочих места.

## Вооружение
Может нести:

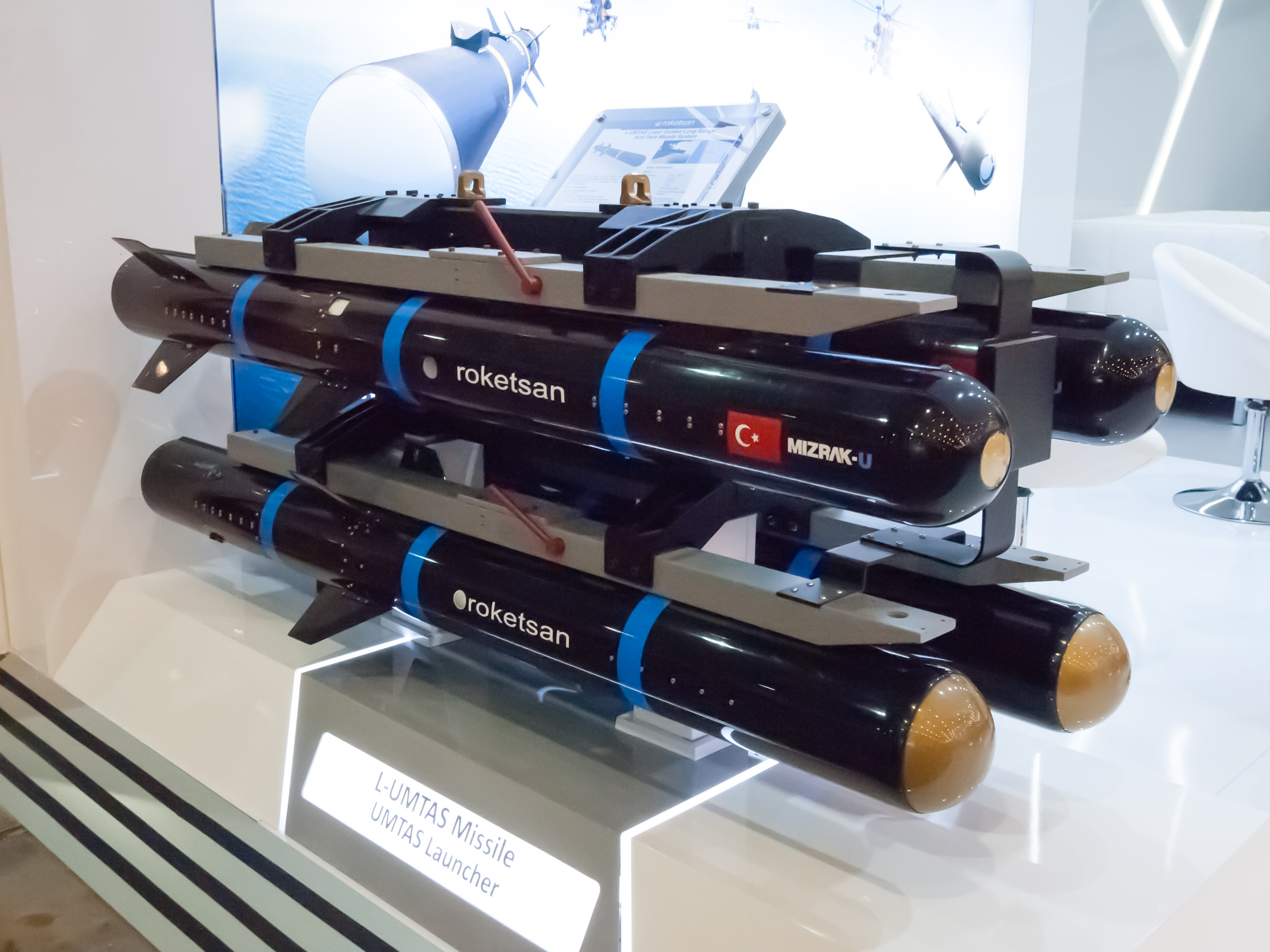
Ракеты UMTAS на выставке «Зброя та безпека» (Оружие и безопасность). Киев, 2017

- 2 управляемые противотанковые ракеты UMTAS с лазерным наведением и дальностью пуска 0,5—8 км[12] либо 4 корректируемые планирующие высокоточные авиабомбы Bozok[45], Roketsan MAM-C, MAM-L, способные поражать неподвижные и движущиеся объекты на расстоянии до 8 км[33][44].

## Поставки
С 2011 года турецкие силовые структуры получили 107 Bayraktar TB2.
В 2017 году в Катар поставлены 6 дронов TB2 с 3 станциями управления.
В 2018 году Украина заключила договор на покупку системы из 6 дронов, 3 станций управления, ракет к ним на общую сумму 69 млн долл., поставка завершена в ноябре 2019 года. 

В октябре 2020 было заявлено, что Украина рассматривает возможность покупки или совместной сборки ещё 48 дронов; контракт заключён в сентябре 2021. В конце декабря 2021 года Андрей Ермак официально сообщил о запуске украинской сборки Bayraktar TB2, которые планировалось оснащать двигателями украинского производства.
Польшей заказано 24 единицы. Первая партия поставлена в 2022 году.
Ирак подписал контракт на покупку восьми Bayraktar TB2S, с возможностью поставки четырёх дополнительных БПЛА
В марте 2022 года появилась информация что Турция поставила Украине новую партию ударных беспилотников.
В мае 2022 года литовский журналист Андрюс Тапинас, получив согласие от властей Литвы и Турции, организовал сбор средств для покупки ещё одного беспилотника для ВСУ. Необходимую сумму в 5 миллионов евро жители Литвы смогли собрать за 3 дня. «Наверное впервые в истории граждане одного государства могут купить и подарить такое тяжелое вооружение другой стране», — написал журналист. Позже в ходе переговоров турецкий производитель принял решение отдать Bayraktar TB2 Литве бесплатно с последующей его передаче Украине, одну часть вырученных ранее средств отправить для помощи беженцам из Украины, а вторую - для закупки боеприпасов к БПЛА.

## Операторы

Эксплуатанты Bayraktar TB2 обозначены синим цветом, потенциальные операторы — фиолетовым

- Азербайджан — 12 Bayraktar TB2 (4 комплекса) поставлено в  2020 году[15][57][58]
- Албания — подписан контракт на поставку 3 единиц в декабре 2022 года[59]
- Бангладеш — подписан контракт на поставку в июле 2022 года[60]
- Катар — 6 единиц Bayraktar TB2, три мобильных станции управления по состоянию на 2020 год[61]
- Косово — 5 единиц Bayraktar TB2 по состоянию на 2024 год[62], приняты на вооружение в июле 2023 года[63][64]
- Кыргызстан — состоит на вооружение пограничной службы по состоянию на 2022 год[65][66]
- Ливия — находятся на вооружении военизированных формирований Правительства национального согласия Ливии по состоянию на 2020 год[67][68]
- Марокко — было заказано 13 Bayraktar TB2[69][70]
- Нигер — 6 единиц Bayraktar TB2, по состоянию на 2022 год[71][72]
- Пакистан — неизвестное количество Bayraktar TB2 по состоянию на 2022 год[73]
- Польша — 18 единиц Bayraktar TB2 по состоянию на 2024 год[74], всего заказано 24 единицы[51]
- Румыния — контракт на 18 единиц подписан в апреле 2023 года[75][76]
- Хорватия — в ноябре 2024 года подписан контракт на сумму 84.6 млн долларов США[77].
- Туркменистан — 6 единиц Bayraktar TB2, три мобильных станции управления по состоянию на 2021 год[78]
- Турция
  - Сухопутные войска Турции — около 70 Bayraktar TB2 по состоянию на 2024 год[79]
  - Военно-морские силы Турции — 9 Bayraktar TB2 в военно-морской авиации ВМС Турции и 6 Bayraktar TB2 в береговой охране по состоянию на 2024 год[80]
  - Турецкая жандармерия — около 36 Bayraktar TB2 по состоянию на 2024 год[81]
- Украина: в 2022 году, после вторжения, Турцией поставлено более 35 единиц (15 безвозмездно, 15 за половину стоимости)[82]
  - Воздушные силы Украины — некоторое количество Bayraktar TB2 по состоянию на 2024 год[83]
  - Военно-морские силы Украины — некоторое количество Bayraktar TB2 по состоянию на 2024 год[84]
- Эфиопия —  несколько Bayraktar TB2 по состоянию на 2022 год[85]
- Узбекистан — более 4 единиц Bayraktar TB2 по состоянию на 2024 год[86]

## Боевое применение

### Турция
В 2016 году появилась официальная информация об успешном боевом применении дрона с ПТРК UMTAS против курдских отрядов. Это подтвердило заявленные тактико-технические характеристики. По заявлениям Турции, с 2016 по 2018 годы при помощи ударов этих БПЛА на юго-востоке Турции и севере Сирии были ликвидированы несколько руководителей отрядов Рабочей партии Курдистана вместе с другими боевиками, в общей сложности около 400 человек.

### Сирия
С января по апрель 2018 года ВС Турции при помощи ударов управляемыми авиабомбами с «Байрактаров» в рамках операции «Оливковая ветвь» на северо-западе Сирии уничтожили 449 человек, которых в Турции считали террористами.
БПЛА Bayraktar TB2 широко применялись в конце февраля 2020 года, во время турецкой операции «Весенний щит» в провинции Идлиб, Сирия против правительственных войск Сирийской республики и других военных формирований, лояльных правительству. По данным Минобороны Турции, только за одну ночь армия Турции нанесла значительный ущерб сирийской армии: уничтожены 23 танка, 23 артиллерийских системы, 309 сирийских военных, 5 вертолётов, уничтожены или повреждены 2 «Панцирь-С1». В основном применялись БПЛА Байрактар и ANKA-S, а также артиллерия, наводимая на цель беспилотниками. Турецкие средства РЭБ «KORAL» предварительно выявляли и «ослепляли» радары сирийских ПВО, затем ПВО уничтожались ударами БПЛА. При этом А. И. Коц подтвердил потерю 191 сирийского военнослужащего погибшими и 293 ранеными за 26—28 февраля, без уточнения причин, 23 танков, 16 БМП, 9 РСЗО. Однако вскоре Сирия подтянула дополнительные силы ПВО (ЗРК «Бук М2Э» и другие) к линии фронта, сбив за 3 дня от 4 до 6 Байрактаров и 2 ANKA-S.

### Ливия
В 2019 году Bayraktar TB2 был использован в Ливии против армии Хафтара. В ходе операции «Вулкан гнева» в Ливии (2019—2020) первое время беспилотники этого типа сбивались ЗРК «Панцирь С1», находящимися на вооружении ЛНА. В дальнейшем, по сообщениям турецкого агентства «Anadolu» и украинского агентства «Defense Express», при помощи этих беспилотников к июню 2020 года было уничтожено не менее 7 ЗРК «Панцирь-С1» (экспортный вариант), принадлежащих ЛНА, танки и другая техника. По данным «Института Ближнего Востока» США (Middle East Institute), радары «Панцирей» предварительно выявлялись и им создавали помехи турецкие системы РЭБ «KORAL», после этого «Панцири» поражались огнём артиллерии с управляемыми боеприпасами либо ударными БПЛА. По данным ЛНА, на 31 марта 2020 было сбито около 10 турецких Bayraktar TB2, на 20 апреля потери TB2 увеличились до 20-28, но независимые эксперты считают, что было сбито менее 20.

### Нагорный Карабах

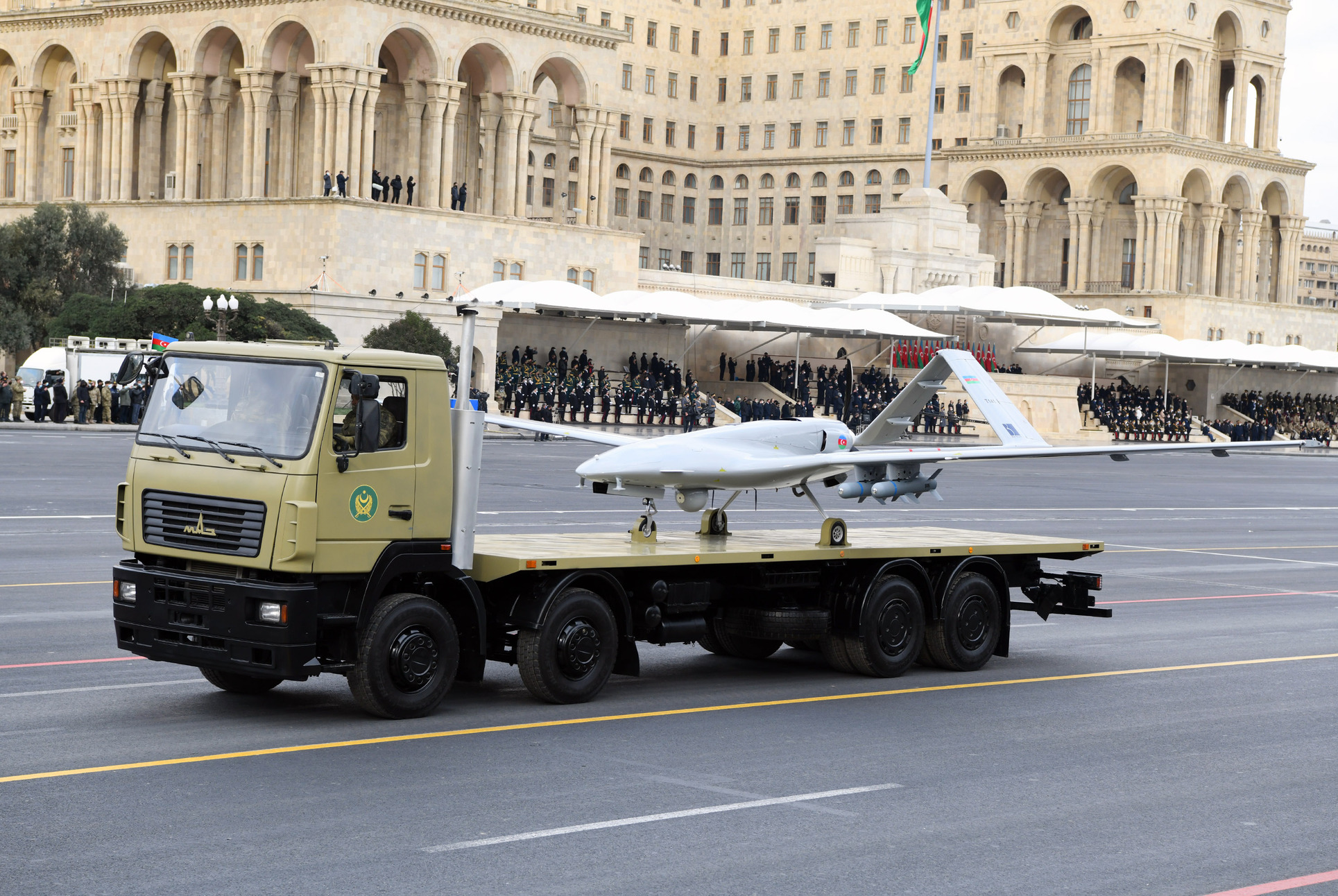
Состоящий на вооружении Азербайджана Bayraktar TB2 на Параде Победы в Баку 10 декабря 2020 года

Применение Bayraktar TB2 во Второй Карабахской войне было начато с первого дня активных боевых действий: 27 сентября беспилотники нанесли удар по ЗРК «Оса», прикрывавшим передовые позиции в Карабахе. Уже к 29 сентября 2020 года, предположительно ударами Байрактар, было уничтожено не менее 6 ЗРК «Оса» и 3 ЗРК «Стрела-10» из состава ПВО НКР, что было зафиксировано видеозаписями с камер азербайджанских беспилотников. По мере развития конфликта выяснилось, что беспилотники стали новым решающим фактором в боевых действиях между сторонами, обеспечив азербайджанской стороне господство в воздухе и тактическое превосходство. За время активной фазы конфликта дроны Bayraktar TB2 реализовали подавляющее преимущество в воздухе и уничтожили значительную часть боевой техники Армении в Карабахе, в том числе практически полностью ликвидировали средства ПВО армянской стороны. Азербайджанская сторона обращала особое внимание на подробное медийное освещение боевого применения дронов, регулярно публикуя видео с их встроенных камер, демонстрировавшие моменты уничтожения техники и военных объектов противника. Эти видеосъёмки внесли значительный вклад в ослабление боевого духа армянской стороны и в популяризацию дрона Bayraktar TB2 в мире.
Ударами управляемых авиабомб c Байрактар, а также дронов-камикадзе, было уничтожено большое количество танков, зенитно-ракетных комплексов «Стрела-10», «Оса», установок РСЗО, в том числе несколько БМ-30 «Смерч», крупнокалиберной буксируемой и самоходной артиллерии, лёгкой бронетехники, автомашин и другой техники, 1 ЗРК «Тор» (Bayraktar TB2 действовал в тандеме с дроном-камикадзе Harop), фиксировалось и поражение живой силы. По сводкам сил ПВО непризнанной Нагорно-Карабахской Республики, в ходе конфликта было уничтожено 6 единиц Bayraktar TB2. По мнению украинского журналиста Ю. Бутусова, потери сторон в технике отличались в несколько раз в пользу азербайджанской стороны, причём за счёт боевого применения дронов было уничтожено техники больше, чем за счёт остальных видов боевых действий вместе взятых. Итоги конфликта способствовали изменению устоявшегося в российских военных кругах пренебрежительного мнения о боевых возможностях беспилотников на более позитивное.

### Украина

#### Война на Донбассе

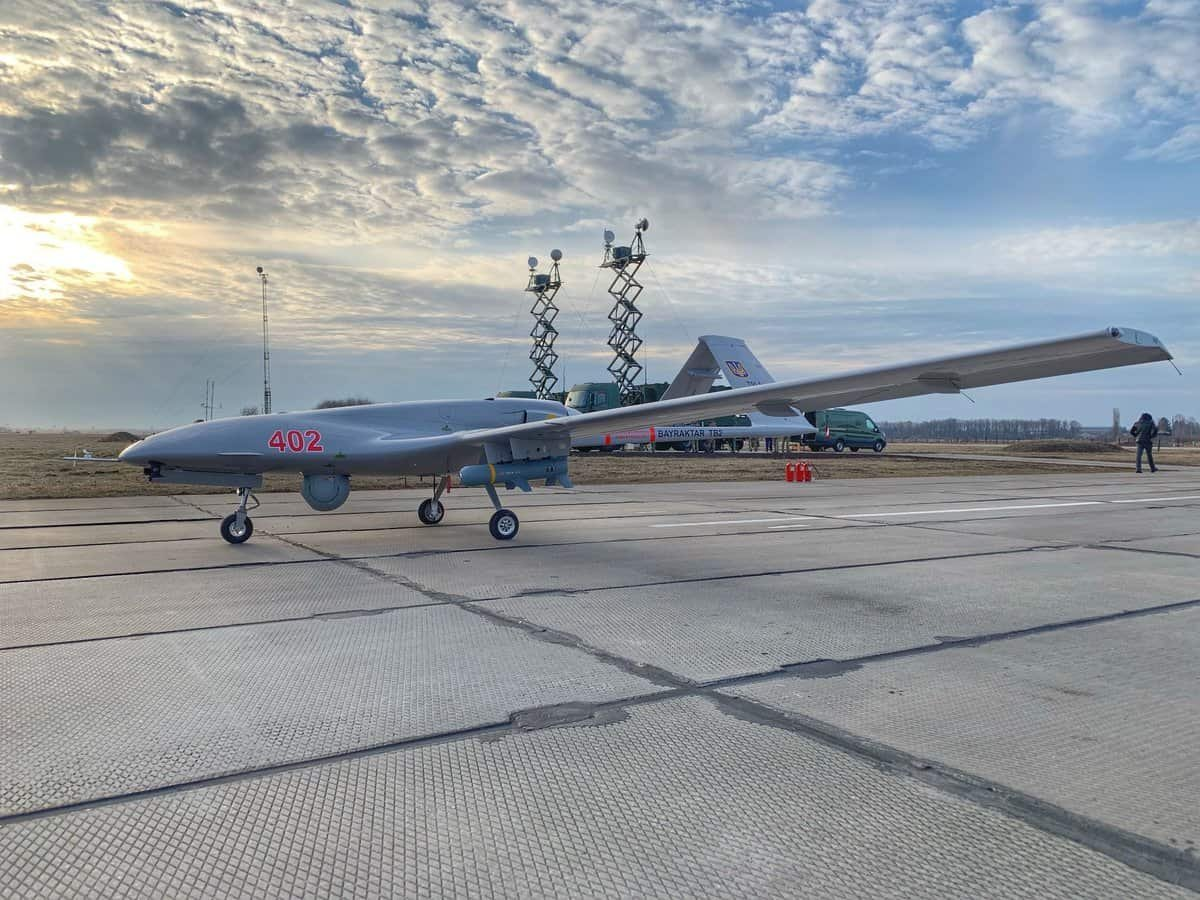
Bayraktar TB2 на вооружении ВВС Украины в сентябре 2020 года

Украина закупила первые шесть штук Bayraktar TB2 и комплексы наземного управления в январе 2019 года и в марте того же года приступила к их испытаниям и обучению операторов. Первоначальное отношение к новой технике было сдержанным, украинские военные аналитики обращали внимание на уязвимости и недостатки дрона, высказывались опасения, что закупленная партия в шесть беспилотников будет единственной и комплексы не будут поставлены на вооружение, однако после решающего вклада беспилотников в победу азербайджанской армии во Второй карабахской войне оценки экспертов стали одобрительными и официальные лица Украины выразили желание дополнительно закупить ещё 48 дронов и наладить их сборку на территории страны. 24 декабря 2021 года Андрей Ермак сообщил о запуске украинской сборки Bayraktar TB2, которые планировалось оснащать двигателями украинского производства.
Начиная с весны 2021 года Bayraktar TB2 были поставлены на боевое дежурство и осуществляли регулярные разведывательные полёты вдоль границ оккупированных Крыма и Донбасса, а также мониторинг военных учений соседних государств вблизи границ Украины. 26 октября 2021 года Вооружённые силы Украины впервые осуществили боевое применение Bayraktar TB2 против позиций артиллерии самопровозглашённой ДНР. По приказу генерала А. А. Павлюка ударом беспилотника была уничтожена одна из трёх 122-мм гаубиц Д-30, обстреливавшая украинские позиции в селе Гранитное с расстояния 15 км. По другим сведениям в тот день дронами было уничтожено два орудия. Украинские военные эксперты, комментируя итоги атаки, сочли, что массовое применение ударных дронов «изменит парадигму конфликта» и может привести к деморализации противника, сходной с деморализацией армянской армии во время Второй карабахской войны. В декабре 2021 стало известно, что реальные поставки Bayraktar TB2 украинским вооружённым силам могли быть заметно больше официально объявленных.

#### Российское вторжение на Украину
Изначально Украина имела от 12 до 20 «Байрактаров», готовых выполнять боевые задания. Впоследствии компания «Baykar Tech» согласилась отправить дополнительные.
TB2 сыграл важную роль в замедлении и отражении вторжения: Bayraktar использовался для определения целей, корректировки огня артиллерии, обеспечении поддержки с воздуха, уничтожения колонн снабжения, а также российских систем ПВО: «Панцирь-С1», «Тор», «Бук», «Стрела-10», ЗУ-23-2, артиллерии и РСЗО: гаубицы 2А65 и БМ-27 «Ураган». Также отмечается эффективное использование против бронетанковых колонн.
В начале мая 2022 года, в ходе атаки ВСУ на остров Змеиный, с помощью Bayraktar были уничтожены 4 патрульных катера «Раптор», 1 десантный катер «Серна», 3 системы ПВО, командный пункт и склад боеприпасов на острове. 7 мая Bayraktar уничтожил транспортный вертолёт Ми-8 во время выгрузки российского десанта.
Несмотря на успешность использования TB2 на начальном этапе, их эффективность сильно упала к лету 2022. Это связано с развертыванием российскими силами эшелонированной ПВО и средства РЭБ. 3 июля 2022 военный эксперт сообщил Би-би-си, что малая скорость и небольшая высота полета беспилотников «Байрактар»  делает их лёгкой мишенью для российской ПВО.
В 2025 году Baykar планирует открыть на Украине завод по производству Bayraktar TB2 и Bayraktar Akinci, для чего ещё в 2019 году в стране было учреждено ООО «Авиа Венчурс». Объём инвестиций оценивается в $95,5 млн.

## Мнения экспертов
По мнению главного конструктора российской компании «Эникс» (разработчик БПЛА) В. Побежимова, успешное боевое применение таких БПЛА возможно там, где нет развитой (и, соответственно, дорогостоящей) системы ПВО и радиолокационной разведки, то есть в локальных конфликтах. При этом использование имеющихся на вооружении ПВО Нагорного Карабаха средств РЭБ типа «Репеллент» и их аналогов для подавления каналов управления БПЛА не всегда эффективно из-за небольшого радиуса действия таких средств (не более 10 км). Тихоходные БПЛА вроде Байрактар после их обнаружения радиолокационными системами могут быть весьма уязвимы для низкоскоростных турбовинтовых истребителей с пулемётным или пушечным вооружением типа бразильского Embraer EMB 314 Super Tucano.
Другие эксперты отмечали, что, несмотря на невысокие показатели скорости и довольно непрочный корпус, Bayraktar TB2S остаётся малозаметным из-за небольшого размера, композитного корпуса и возможности наносить удары со значительного расстояния. Создание массовых и относительно недорогих средств ПВО и РЭБ для противодействия дронам пока остаётся нерешённой задачей по состоянию на конец 2021 года, поэтому рассредоточение техники, маскировка расположения войск и техники, помещение их в укрытия остаются эффективными мерами противодействия атакам ударных дронов в локальных конфликтах. Украинские военные эксперты применительно к войне на Донбассе особо отмечали, что массовые круглосуточные действия ударных дронов способны «изменить парадигму конфликта» и могут деморализовать противника, подобно их воздействию на моральный дух армянской армии во время Второй карабахской войны.

### ЗРПК «Панцирь-С1» против «Байрактар»
19 декабря 2021 года заместитель начальника зенитных ракетных войск Воздушно-космических сил России (ВКС РФ) Юрий Муравкин, рассказывая про беспилотники Bayraktar TB2, сказал: «Это очень лёгкая, очень лакомая для „Панциря“ мишень». По его словам, Bayraktar имеет такие скоростные и массово-габаритные характеристики, что сбить беспилотник не представляет никакой сложности даже для расчёта, подготовленного на оценку «удовлетворительно». Однако по мнению военного эксперта Изборского клуба Виктора Мураховского комплексы «Панцирь-С1» не оправдали себя в реальной боевой обстановке в Сирии: регулярно фиксировали ложные цели, в том числе летящих птиц, не замечали малоскоростные и низколетящие БПЛА. С учётом этого в 2018 году в Сирию были направлены комплексы Тор-М2У, которые показали заметно более высокую эффективность (80 %), чем «Панцирь-С1» (19 %).
В прессе и в аналитических статьях было множество попыток сравнить эффективность ЗРПК «Панцирь-С1» и «Байрактар» в уничтожении друг друга в боевых условиях. Аналитик Минобороны США оценил в 47,5 млн $ примерную себестоимость потерь 19 турецких Bayraktar TB2 (2,5 млн $ за ед.) в ходе конфликтов в Ливии и Сирии за 2019—2020 годы, что в 2 с лишним раза меньше, чем 112 млн $ экспортной цены 8 ЗРПК «Панцирь С1», уничтоженных этими БПЛА. С учётом стоимости танков и другой бронетехники, артиллерийских и ракетных систем, уничтоженных ударами БПЛА, соотношение потерь ещё выше в пользу Bayraktar. Российские аналитики приводят другое соотношение потерь и их стоимости: при ориентировочной экспортной стоимости 1 Bayraktar TB2 в 5 млн $ и 54 Bayraktar, заявленных как сбитых, против 9 уничтоженных ими ЗРПК «Панцирь-С1» с экспортной стоимостью 14 млн. $ за ед., получается соотношение 270 млн. $ за 54 Bayraktar против 126 млн $ за 9 «Панцирь-С1».

## Потери

### Турция
- 2 июля 2018 года модернизированный Bayraktar TB2S ВВС Турции разбился, скорее всего, из-за отказа двигателя в провинции Хатай[145].

### Ливия
- В декабре 2019 года ЛНА заявила, что сбила два турецких Bayraktar TB2 в Айн-Зарахе около Триполи[146];
- 2 января 2020 года Bayraktar TB2 ВC Турции сбит силами ЛНА к югу от аэропорта Митига, недалеко от Триполи[147][148][149];
- 25 февраля 2020 Bayraktar TB2 ВC Турции сбит силами ЛНА к югу от Триполи[150][151][152] из ЗРК «Панцирь-С1», предоставленного ОАЭ[153];
- 3 марта 2020 Bayraktar TB2 ВC Турции был сбит силами САА в западной части провинции Алеппо[154][155][156][157];
- 4 марта 2020 Bayraktar TB2 Вооружённых сил Турции был сбит силами САА в провинции Идлиб[97][158][159];
- 9 марта 2020 Bayraktar TB2 ВC Турции вскоре после взлёта упал и сгорел недалеко от аэродрома Батман, в южной части страны, недалеко от границы с Сирией[160][161][162];
- 18 марта 2020 команда информационного агентства ANNA News сообщила о находке обломков турецкого дрона Bayraktar TB2, сбитого в городе Саракиб[163][164];
- 30 марта 2020 Bayraktar TB2 ПНС сбит силами ЛНА к югу от Триполи[165][166][167][168][169];
- 4 апреля 2020 года Bayraktar TB2 ПНС сбит силами ЛНА над деревней Альвашка к западу от города Сирт на севере Ливии[170][171][172];
- 13 апреля 2020 года Bayraktar TB2 ПНС сбит силами ЛНА близ аэропорта Митига[173][174];
- 16 апреля 2020 года Bayraktar TB2 ПНС сбит силами ЛНА в 10 км к северо-востоку от Бени-Валида[175][176][177];
- 18 апреля 2020 года Bayraktar TB2 ПНС сбит силами ЛНА к югу от Триполи[178][179][180];
- 2 мая 2020 Bayraktar ТВ2 врезался в жилое здание в районе Арада Триполи, к югу от аэропорта Митига[181][182][183];
- 9 мая 2020 года отдел военной информации ЛНА сообщил, что средства ПВО ЛНА нанесли удар по турецкому БПЛА Bayraktar TB2 и сбили его в районе аль-Кабаиля в Айн Заре[источник не указан 1242 дня];
- 12 мая 2020 года появились сообщения со слов представителей 82-го пехотного батальона ЛНА, что в окрестностях района аш-Шварейф средствам ПВО ЛНА удалось сбить турецкий БПЛА. Отдел военной информации ЛНА также разместил фото[184] обломков, попутно указав, что данный БПЛА модели TB2 Bayraktar.

По данным ливийского издания «Al-Masdar News», всего за 2020 год в Ливии уничтожено 47 Bayraktar TB2, большинство из них из ЗРПК «Панцирь-С», однако это больше, чем их всего было в наличии: считается, что Турция поставила силам ПНС в Ливии в 2019 году 2 комплекта по 6 ед. Байрактар (по крайней мере 6 из них были уничтожены на месте базирования в аэропорту Митига (Триполи) ударом китайских дронов Wing Loong II, поставленных ОАЭ силам ЛНА), а в конце 2019 года Турция передала ПНС 3-й комплект Байрактаров из 6 единиц.

### Нагорный Карабах
- 19 октября 2020 года Армия обороны НКР заявила о сбитии подразделением ПВО Bayraktar TB2[188][189]. Армией обороны НКР была опубликована видеозапись[190], на которой запечатлена оптико-электронная система Wescam[англ.] CMХ-15D. Канадская компания-изготовитель объявила о запрете поставок в Турцию этой системы[191][192]. Для справки, цена 1 модуля Wescam CMХ-15D составляет более 1 млн $[193];
- 20 октября 2020 года Bayraktar TB2 был сбит ПВО Армии обороны НКР в зоне боевых действий, Министерство обороны Армении опубликовало фотографии обломков БПЛА[194][195];
- 22 октября 2020 года Армия обороны НКР заявила об уничтожении ещё одного Bayraktar TB2, при этом опубликовав фотографии, на которых, возможно, был показан БПЛА, сбитый и уже заявленный 20 октября[196][неавторитетный источник]. После этого канадская компания «Bombardier» объявила о приостановке поставок в Турцию своих авиадвигателей Rotax[197];
- 8 ноября 2020 года Bayraktar TB2 был сбит в Нагорном Карабахе силами ПВО Армии обороны НКР[198][199].

### Вторжение России на Украину
В ходе вторжения России на Украину 26 и 27 апреля были сбиты 3 TB2 в Курской и Белгородской областях, а 1 мая один в Курской области.
По состоянию на 28 июля 2022 года, всего, в ходе вторжения, было сбито не менее 12 единиц украинских Bayraktar.
4 мая 2023 года в небе над Киевом силами ПВО был сбит украинский Bayraktar TB2, потерявший управление вследствие технической неисправности.

## Технические характеристики
- Длина: 6,5 м
- Размах крыла: 12 м

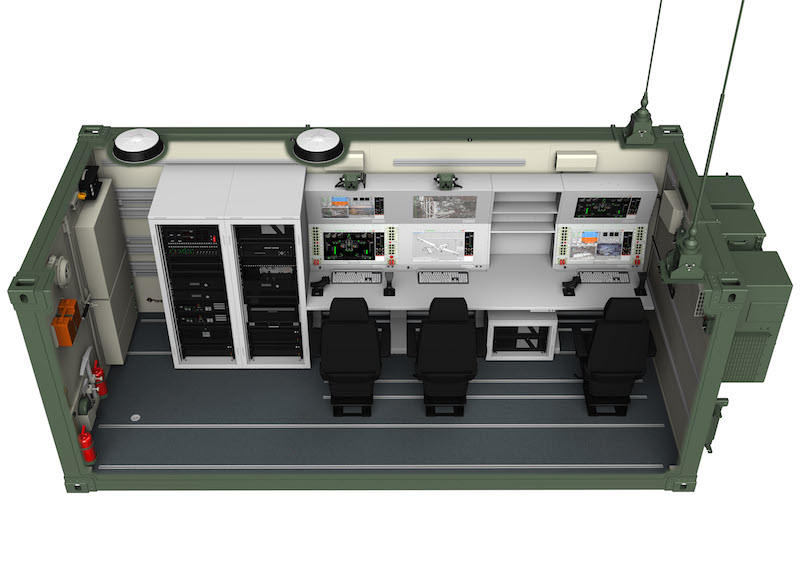
Центр управления дроном. Модель в разрезе

- Максимальная взлётная масса: 650 кг[5]
- двигатель внутреннего сгорания: Rotax 912 с винтом толкающего типа мощностью 100 л. с.
- Топливо: 300 литров бензина[203] АИ-95
- Грузоподъёмность: до 150[203] (боеприпасов — до 95) кг полезной нагрузки[33], в том числе 55 кг — стандартный модуль электронно-оптической системы наблюдения и лазерного целеуказания Wescam[англ.] CMX 15D[204] канадского производства.
- Максимальная скорость: 222 км/ч
- Крейсерская скорость: 130 км/ч
- Радиус управления с наземной станции — 150 км[4][5]
- Потолок: 8200 м
- Автономность: до 27 ч[33][205]
- 4 точки подвески для управляемых боеприпасов с дальностью поражения до 8 км (MAM-L — 14 км при использовании GPS/ИНС)[44][204]
  - ПТУР UMTAS — 37,5 кг
  - корректируемая планирующая авиабомба MAM-C (с осколочно-фугасной либо бронебойно-зажигательной боевой частью) — 6,5 кг[206]
  - корректируемая планирующая авиабомба MAM-L (с осколочно-фугасной, бронебойной либо термобарической боевой частью) — 22 кг[207]
  - корректируемая планирующая авиабомба Bozok весом 16 кг[208]

## В культуре
28 февраля 2022 года беспилотнику была посвящена песня. Автор — Тарас Боровок, кадровый военный. Песню перевели на английский, арабский, турецкий и другие языки.
«Квартал 95» запустил юмористическое шоу о конфузах российской армии «Байрактар Ньюз».

## Галерея

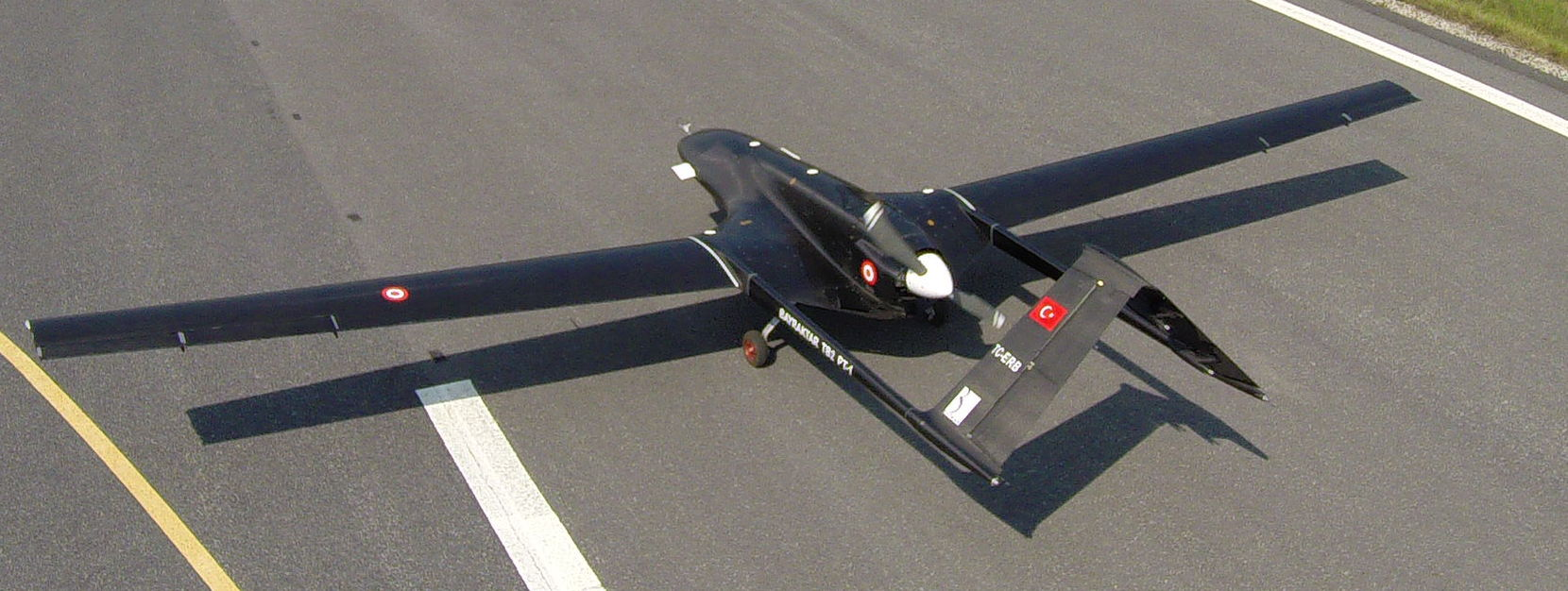
Bayraktar TB2
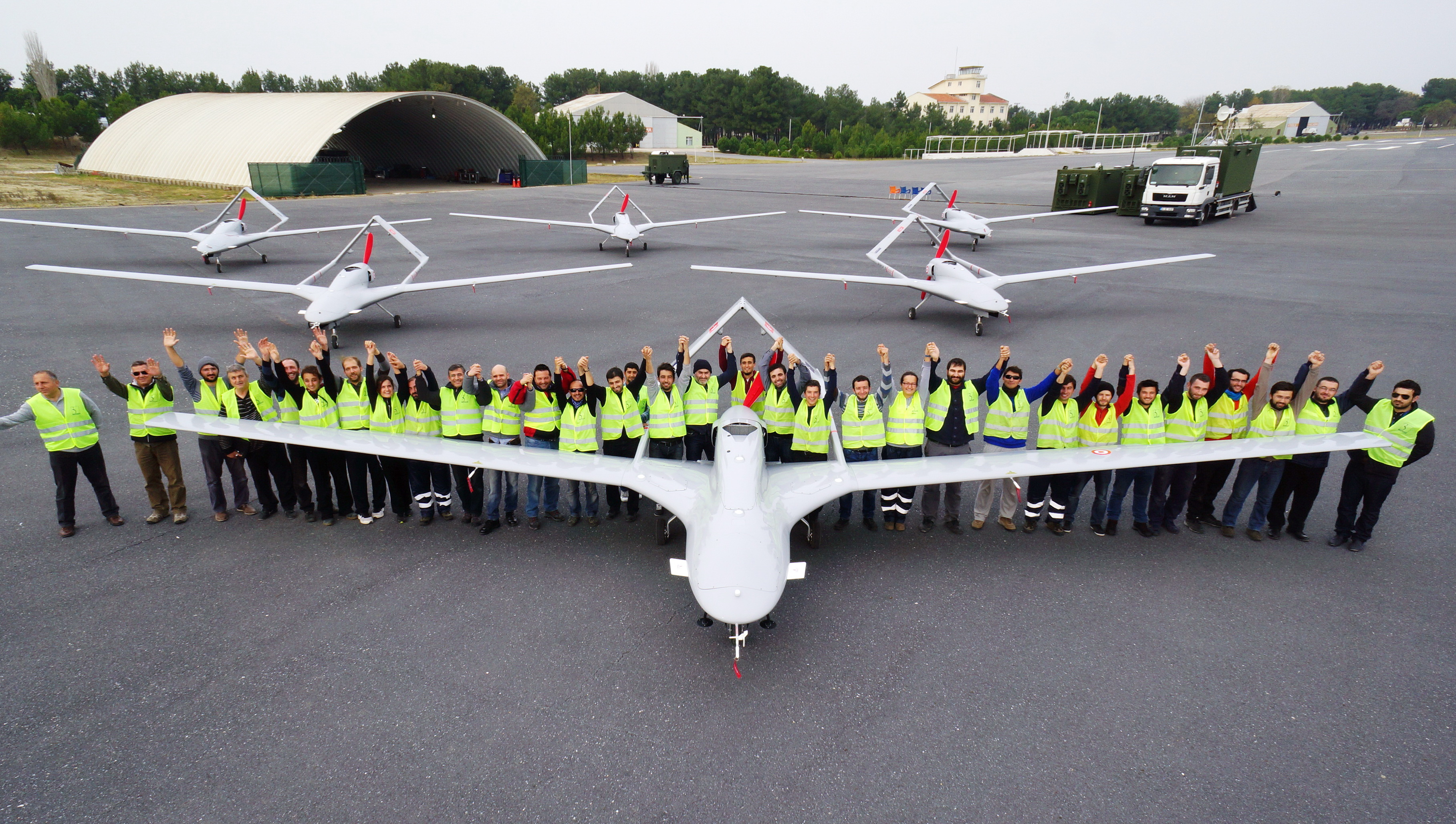
Команда разработчиков дрона
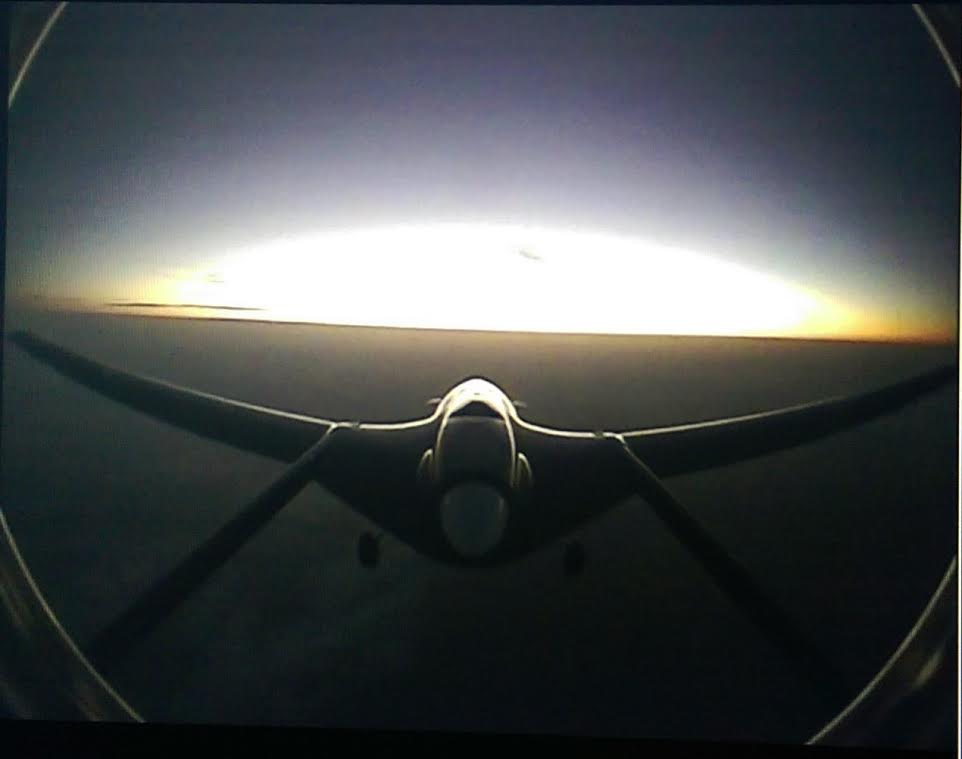
Дрон Байрактар ТБ2. Снято хвостовой камерой на высоте 6000 метров во время восхода солнца в заливе Сарос
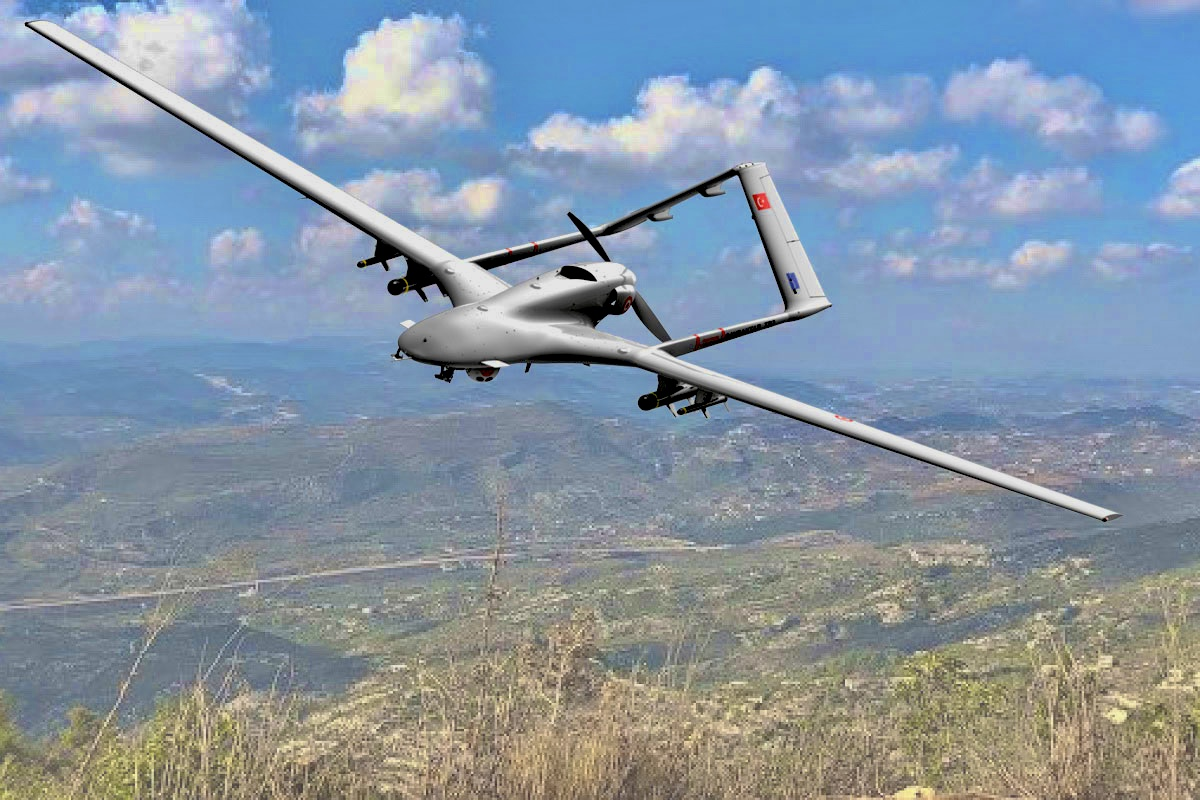
Bayraktar TB2 в полёте с 4 управляемыми авиабомбами (2 MAM-C и 2 MAM-L)
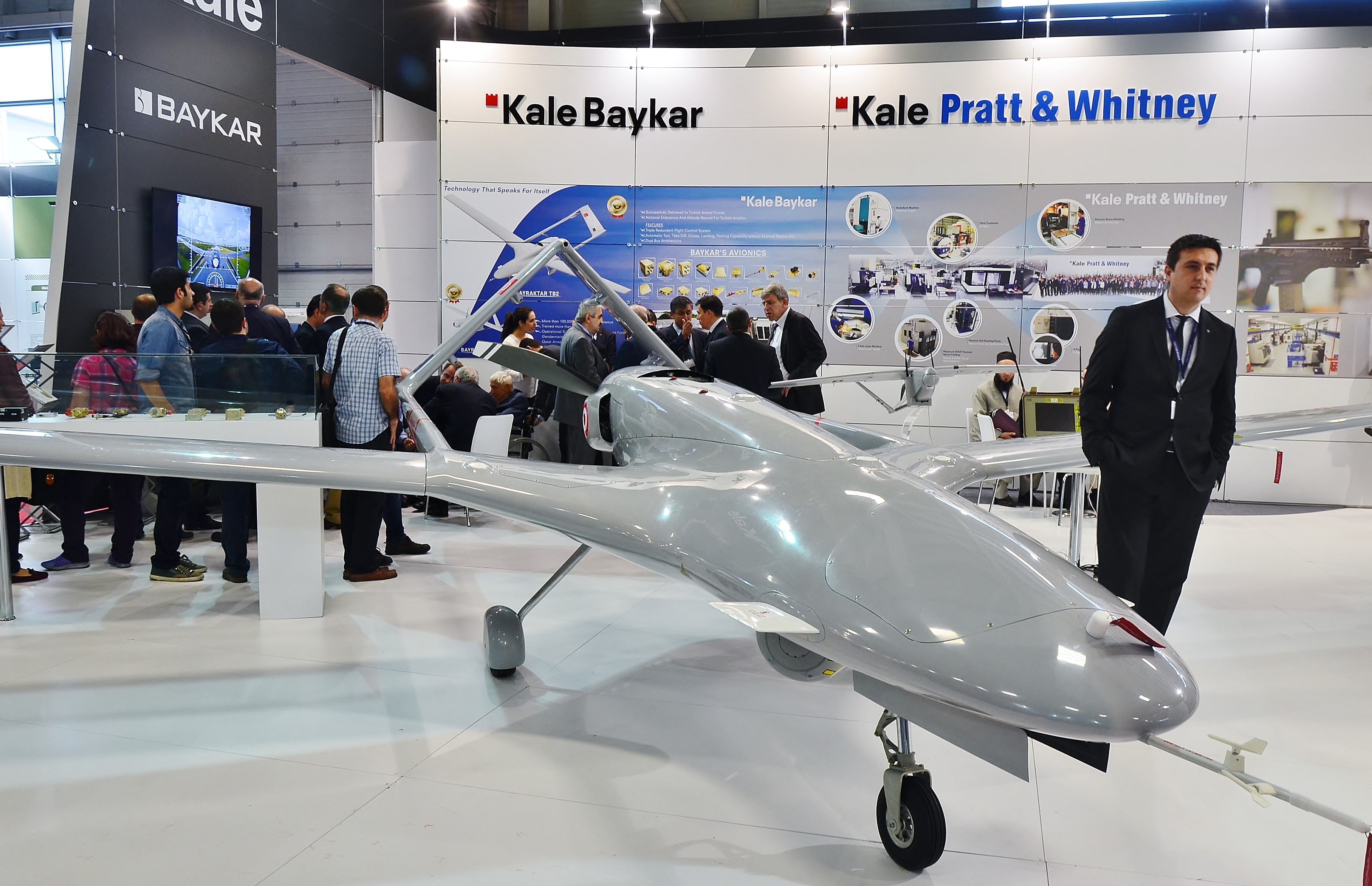
На стенде Baykar в 2015 году, выставка IDEF 2015

### Комментарии
1. ↑  Предельная дистанция стрельбы для данного типа орудия.
2. ↑  Информация не подтверждена со стороны Донбасса.

### Сноски
1. ↑  
Azerbaijan to buy armed drones from Turkey.
2. ↑  Bayraktar TB2’deki SATCOM detayı dikkatinizi çekti mi? (тур.) (12 декабря 2023). Дата обращения: 12 декабря 2023. Архивировано 13 декабря 2023 года.
3. ↑  Украина купила у Турции шесть ударных беспилотников за $69 млн, – СМИ. ФОКУС (19 ноября 2018). Дата обращения: 26 октября 2021. Архивировано 26 октября 2021 года.
4. 1 2  UK wants new drones in wake of Azerbaijan military success (англ.). the Guardian (29 декабря 2020). Дата обращения: 29 октября 2021. Архивировано 29 декабря 2020 года.
5. 1 2 3  Война будущего. Как конфликт в Карабахе повлияет на развитие военных беспилотников. BBC News Русская служба. Архивировано 28 октября 2021. Дата обращения: 29 октября 2021.
6. ↑  Турецкий ударный беспилотник Bayraktar TB2 Архивная копия от 22 декабря 2021 на Wayback Machine // warfiles.ru.
7. ↑  https://www.trtrussian.com/novosti-mir/tureckaya-baykar-obognala-po-tempam-rosta-mirovyh-proizvoditelej-oruzhiya-16110942. Турецкая Baykar обогнала по темпам роста мировых производителей оружия. Турецкая Baykar обогнала по темпам роста мировых производителей оружия. Дата обращения: 16 марта 2024. Архивировано 16 марта 2024 года.
8. ↑  Китай скопировал беспилотник Bayraktar TB2 – клон продемонстрирован на выставке Zhuhai Airshow 2022. ITC.ua (10 ноября 2022). Дата обращения: 6 марта 2024. Архивировано 18 апреля 2024 года.
9. ↑  Revealed: how UK technology fuelled Turkey's rise to global drone power | Drones (military) | The Guardian. Дата обращения: 17 апреля 2022. Архивировано 25 февраля 2020 года.
10. ↑  Bayraktar TB2.
11. 1 2  Україна купує турецькі ударні БПЛА Архивная копия от 11 декабря 2019 на Wayback Machine.
12. 1 2 3  Tamir Eshel. Turkish UMTAS Missile Dropped From a Bayraktar Tactical Drone (англ.). Defense Update: (19 декабря 2015). — «On the recent test the drone carried two missiles load of 75 kg. (exceeding the drone’s payload capacity). Therefore, to accommodate two missiles and an EO payload, the operators would trade off a significant fuel load.» Дата обращения: 20 ноября 2021. Архивировано 7 мая 2021 года.
13. 1 2 3 4 5  Юрий Кнутов. Почему «Панцири» несут потери в Ливии? Еженедельник «ЗВЕЗДА». Дата обращения: 22 ноября 2020. Архивировано 1 декабря 2020 года.
14. 1 2  В Карабахе турецкие Bayraktar TB2 уничтожили советские «Осы» и «Стрелы». Lenta.RU. Дата обращения: 26 февраля 2022. Архивировано 24 ноября 2020 года.
15. 1 2 3 4  Joseph Trevithick and Thomas Newdick. Everything We Know About The Fighting That Has Erupted Between Armenia And Azerbaijan. The Drive. Дата обращения: 22 ноября 2020. Архивировано 10 декабря 2020 года.
16. ↑  Bayraktar TB2: покоритель Карабаха. Дата обращения: 15 апреля 2022. Архивировано 7 октября 2021 года.
17. ↑  Канадские станции воздушной разведки серии MX (2011) — Канада — По странам — Статьи — Fact Military. Дата обращения: 23 сентября 2021. Архивировано 22 декабря 2021 года.
18. ↑  Bayraktar TB2 with SATCOM was displayed for the first time | Turkish Defence News (амер. англ.). Дата обращения: 24 апреля 2022. Архивировано 13 ноября 2021 года.
19. ↑  The Editor. SATCOM Integrated Bayraktar TB2S Performs First Flight | UAS VISION (брит. англ.) (8 января 2021). Дата обращения: 24 апреля 2022. Архивировано 8 января 2021 года.
20. 1 2  Источник. Дата обращения: 16 апреля 2022. Архивировано 17 декабря 2023 года.
21. ↑  турецкая компания не будет продавать беспилотники "Байрактар" России. Дата обращения: 6 марта 2024. Архивировано 13 июня 2024 года.
22. ↑  Dangwal, Ashish. No Bayraktar Drones For India; Turkish CEO Says Will Sell TB2 UAVs Only To Brotherly Nations Like Pakistan, Ukraine (амер. англ.). Latest Asian, Middle-East, EurAsian, Indian News (7 сентября 2022). Дата обращения: 6 марта 2024. Архивировано 23 мая 2024 года.
23. ↑  Staff, MyIndMakers. Maldives moves to replace India, inks deal with Turkey for drones to patrol high seas. Maldives moves to replace India, inks deal with Turkey for drones to patrol high seas. Дата обращения: 6 марта 2024.
24. ↑  Новости, Р. И. А. Вучич рассказал, почему Сербия отказалась купить "Байрактары" у Турции. РИА Новости (25 июня 2023). Дата обращения: 6 марта 2024. Архивировано 22 января 2024 года.
25. ↑  Румыния попросила Турцию совместно производить БПЛА Bayraktar. TACC. Дата обращения: 6 марта 2024.
26. ↑  В Польшу доставили последние шесть БПЛА Bayraktar по контракту с Турцией (рус.). TASS.
27. ↑  Хорватия приняла решение о приобретении БПЛА Bayraktar TB2 (рус.). Anadolu agency (14 ноября 2024).
28. ↑  Baykar и Leonardo объединяют усилия в сфере беспилотных технологий (рус.). Anadolu Agency.
29. ↑  Ethiopia awards Medal of Honour to Turkiye drone CEO Bayraktar. Дата обращения: 6 марта 2024. Архивировано 17 января 2024 года.
30. ↑  Sabah, Daily. Bayraktar TB2, Akıncı UAVs conduct over 1,551 hours of flights in quake zone (амер. англ.). Daily Sabah (17 февраля 2023). Дата обращения: 6 марта 2024. Архивировано 15 августа 2023 года.
31. ↑  Turkish drones have become a symbol of the Ukrainian resistance — CNN. Дата обращения: 15 апреля 2022. Архивировано 15 апреля 2022 года.
32. ↑  Why Turkey's Bayraktar TB2 Drones Are Now Ineffective in Ukraine War. Дата обращения: 30 августа 2023. Архивировано 4 сентября 2023 года.
33. 1 2 3 4 5 6  BAYKAR Unmanned Aerial Vehicle Systems. baykardefence.com. Дата обращения: 21 октября 2020. Архивировано 17 августа 2021 года.
34. 1 2  Канада лишила Турцию двигателей для «убийц» российских «Панцирей» Архивная копия от 13 декабря 2020 на Wayback Machine // Лента. Ру, 21 ноября 2020
35. ↑  Canada suspends exports of military drone technology to Turkey Архивная копия от 5 ноября 2021 на Wayback Machine // CBC News, October 5, 2020.
36. ↑  https://www.trtrussian.com/novosti/kanadskaya-kompaniya-obankrotilas-iz-za-antitureckogo-embargo-6979875. Канадская компания обанкротилась из-за антитурецкого эмбарго. Канадская компания обанкротилась из-за антитурецкого эмбарго. Дата обращения: 6 марта 2024. Архивировано 29 ноября 2023 года.
37. ↑  Bayraktar TB3, Türkiye'nin ilk millî turbodizel havacılık motoru TEI-PD170 ile uçtu (неопр.). Defense Here (28 октября 2023). Дата обращения: 6 марта 2024. Архивировано 17 декабря 2023 года.
38. ↑  Türkiye’s Baykar inks deal to replace embargoed drone electro-optic systems. Дата обращения: 6 марта 2024. Архивировано 8 декабря 2023 года.
39. ↑  Турецким беспилотникам приписали фантастические успехи в Сирии. ВЗГЛЯД.РУ. Дата обращения: 4 октября 2020. Архивировано 29 октября 2020 года.
40. ↑  Turkish Drones in Libya, EW Systems in Syria “Game-Changing”: UK Defense Secretary. www.defenseworld.net. — «“Both drones can endure EW threats... and TB-2s' small radar cross-section (RCS) value helped us win against vulnerable Syrian tanks,”». Дата обращения: 4 января 2021. Архивировано 1 января 2021 года.
41. 1 2  А. КУЛЕШОВ, кандидат военных наук, гвардии полковник, В. ГУМЕЛЕВ, кандидат технических наук, старший научный сотрудник научно-исследовательского отдела. УДАРНЫЙ БЕСПИЛОТНИК // Министерство обороны РФ АРМЕЙСКИЙ СБОРНИК. — 2022. — 25 марта (№ 3).
42. ↑  В Турции заключен контракт на поставку ASELSAN CATS для Bayraktar TB2 - ФОТО. Eurasia Diary. Дата обращения: 20 ноября 2021. Архивировано 20 ноября 2021 года.
43. ↑  ASELSAN CATS order for Bayraktar TB2 (англ.). Livik (12 ноября 2021). Дата обращения: 20 ноября 2021. Архивировано 20 ноября 2021 года.
44. 1 2 3  BAYKAR Unmanned Aerial Vehicle Systems | Payload Systems. www.baykartech.com. Дата обращения: 20 ноября 2021. Архивировано 30 октября 2021 года.
45. ↑  Maya Carlin. Bozok: The Bayraktar TB2 Drone Has a New Mini Missile (амер. англ.). 19FortyFive (9 июня 2022). Дата обращения: 29 июня 2022. Архивировано 29 июня 2022 года.
46. ↑  ЦАМТО / Новости / Компания Baykar Makina увеличила количество проданных БЛА «Байрактар TB2» до 107 ед. armstrade.org. Дата обращения: 22 ноября 2020. Архивировано 22 декабря 2021 года.
47. 1 2  Burak Ege Bekdil. Turkish firm to sell drones to Ukraine in $69 million deal (англ.). Defense News (14 января 2019). Дата обращения: 21 октября 2020.
48. ↑  DAILY SABAH. Ukraine considers buying 48 Bayraktar TB2 drones from Turkey (англ.). Daily Sabah (6 октября 2020). Дата обращения: 21 октября 2020. Архивировано 23 октября 2020 года.
49. ↑  В Турции объяснили, зачем продают оружие «противнику России» Архивная копия от 30 сентября 2021 на Wayback Machine // РИА Новости, 30.09.2021
50. 1 2  На Украине начали производить беспилотники Bayraktar. Известия (15 декабря 2021). Дата обращения: 27 февраля 2022. Архивировано 7 февраля 2022 года.
51. 1 2  Poland to become first NATO country to buy Turkish drones. Reuters (22 мая 2021). Дата обращения: 22 мая 2021. Архивировано 21 января 2022 года.
52. ↑  İlker Kılıç. Irak’ın SATCOM entegreli Bayraktar TB2S tedarik edeceği iddiası (тур.). DefenceTurk (26 декабря 2021). Дата обращения: 27 декабря 2021. Архивировано 26 декабря 2021 года.
53. ↑  Турция поставила Украине новую партию Bayraktar. www.mk.ru. Дата обращения: 18 марта 2022. Архивировано 18 марта 2022 года.
54. ↑  Литва собрала 5 млн. евро на Байрактар для Украины. lrt.lt (29 мая 2022). Дата обращения: 2 июня 2022. Архивировано 2 июня 2022 года.
55. ↑  Sytas, Andrius (2 июня 2022). Turkey's Baykar donates drone for Ukraine after Lithuanian crowdfunder. Reuters (англ.). Архивировано 2 июня 2022. Дата обращения: 2 июня 2022.
56. ↑  Jack Buckby. Turkey Will Gift Bayraktar TB2 Drones for Lithuania Aid Package (амер. англ.). 19FortyFive (3 июня 2022). Дата обращения: 5 июня 2022. Архивировано 4 июня 2022 года.
57. ↑  Burak Ege Bekdil. Azerbaijan to buy armed drones from Turkey (англ.). Defense News (25 июня 2020). Дата обращения: 22 ноября 2020.
58. ↑  Основные поставщики вооружений азербайджану в 2013-2020 гг. // ЦАМТО : Аналитическая записка. — 2022. Архивировано 8 декабря 2022 года.
59. ↑  Албания подписала контракт на покупку флота Bayraktar TB2. www.aa.com.tr. Дата обращения: 21 декабря 2022. Архивировано 20 декабря 2022 года.
60. ↑  Бангладеш закупит турецкие БПЛА Bayraktar TB2. TRT на русском. Дата обращения: 7 марта 2024. Архивировано 20 мая 2024 года.
61. ↑  ЦАМТО / Новости / Минобороны Катара продемонстрировало применение БЛА «Байрактар» TB2 в ходе учений. armstrade.org. Дата обращения: 22 ноября 2020. Архивировано 22 декабря 2021 года.
62. ↑  The Military Balance 2024. — P. 134.
63. ↑  В Косово приняли на вооружение турецкие дроны Bayraktar. РБК (16 июля 2023). Дата обращения: 6 марта 2024. Архивировано 22 апреля 2024 года.
64. ↑  Турция передала Косово беспилотники Bayraktar TB2. «Анадолу». Дата обращения: 6 марта 2024.
65. ↑  Киргизия первой из стран ОДКБ получила от Турции ударные дроны Bayraktar. Interfax.ru. Дата обращения: 19 декабря 2021. Архивировано 18 декабря 2021 года.
66. ↑  Беспилотники Bayraktar поступили на вооружение Погранслужбы Киргизии. ТАСС. Дата обращения: 17 января 2022. Архивировано 17 января 2022 года.
67. ↑  Еще один турецкий ударный беспилотник Bayraktar TB2 сбили в Ливии. Российская газета. Дата обращения: 22 ноября 2020. Архивировано 16 июля 2020 года.
68. ↑  Alex Gatopoulos. ‘Largest drone war in the world’: How airpower saved Tripoli (англ.). www.aljazeera.com. Дата обращения: 22 ноября 2020. Архивировано 16 ноября 2020 года.
69. ↑  Morocco receives first Turkish Bayraktar TB2 Unmanned Aerial Vehicle. www.airrecognition.com. Дата обращения: 19 декабря 2021. Архивировано 23 сентября 2021 года.
70. ↑  Турция начала поставлять в Марокко беспилотники Bayraktar TB2 | Экономические Новости. enovosty.com (22 сентября 2021). Дата обращения: 19 декабря 2021. Архивировано 19 декабря 2021 года.
71. ↑  ЦАМТО / / ВВС Нигера получили партию турецких БЛА «Байрактар TB2». armstrade.org. Дата обращения: 31 мая 2022. Архивировано 28 мая 2022 года.
72. 1 2  Stavros Atlamazoglou. Why the Bayraktar TB2 Drone Was Such a Game Changer in Ukraine (амер. англ.). 19FortyFive (30 мая 2022). Дата обращения: 31 мая 2022. Архивировано 30 мая 2022 года.
73. ↑  Pakistan'ın Bayraktar TB2 SİHA Tedarik Ettiği İddiası (тур.) (8 января 2022). Дата обращения: 8 января 2022. Архивировано 15 января 2022 года.
74. ↑  The Military Balance 2024. — P. 126.
75. ↑  Румыния закупила турецкие беспилотники Bayraktar TB2. ТRТ НА РУССКОМ. Дата обращения: 6 марта 2024. Архивировано 19 мая 2024 года.
76. ↑  Румыния купила у Турции беспилотники Bayraktar. Lenta.RU. Дата обращения: 6 марта 2024. Архивировано 19 мая 2023 года.
77. ↑  Хорватия приняла решение о приобретении БПЛА Bayraktar TB2.
78. ↑  Türkmenistan’a Bayraktar TB2 İhracatı | SavunmaSanayiST (тур.) (27 сентября 2021). Дата обращения: 27 сентября 2021. Архивировано 27 сентября 2021 года.
79. ↑  The Military Balance 2024. — P. 148.
80. ↑  The Military Balance 2024. — P. 149―150.
81. ↑  The Military Balance 2024. — P. 150.
82. ↑  Oryx. The Stalwart Ally: Türkiye’s Arms Deliveries To Ukraine. Oryx. Дата обращения: 7 декабря 2022. Архивировано 6 декабря 2022 года.
83. ↑  The Military Balance 2024. — P. 213.
84. ↑  The Military Balance 2024. — P. 212.
85. 1 2  The Military Balance 2022
86. ↑  The 2024 Military Balance Chart: Critical national infrastructure in the Euro-Atlantic maritime domain // The Military Balance. — 2024-02-12. — Т. 124, вып. 1. — ISSN 0459-7222. — doi:10.1080/04597222.2024.2298604.
87. 1 2  Umar FarooqUmar FarooqMay 14 2019, 10:00 A.m. How Turkey Defied the U.S. and Became a Killer Drone Power (англ.). The Intercept. — «According to official sources, Turkish TB2s carrying Turkish-made guided bombs killed 449 people in northwestern Syria between January and April 2018.» Дата обращения: 9 декабря 2020. Архивировано 4 ноября 2021 года.
88. 1 2  © ИноСМИ ru 2000-2020. The Intercept (США): вторая эра дронов. ИноСМИ.Ru (4 марта 2020). Дата обращения: 9 декабря 2020. Архивировано 26 ноября 2020 года.
89. ↑  Necdet Özçelik. skeri harekâtların kuvvet çarpanı: İnsansız hava araçları (19 апреля 2018). Дата обращения: 5 января 2021. Архивировано 6 января 2021 года.
90. ↑  Эрдоган сдал трассу М4 ради перемирия. Дата обращения: 4 мая 2022. Архивировано 22 декабря 2021 года.
91. ↑  How Turkey Won the Electronic Warfare Battle Against Syria in Idlib. www.defenseworld.net. Дата обращения: 21 ноября 2021. Архивировано 21 ноября 2021 года.
92. 1 2  Использование ударных дронов в Идлибе: какие выводы может сделать Россия. ТАСС (16 марта 2020). — «Было заявлено, что системы радиоэлектронной борьбы Турции сыграли "жизненно важную роль", позволив беспилотникам уничтожить сирийские системы ПВО, несмотря на закрытие российской группировкой и правительственными войсками Сирии воздушного пространства над Идлибом.

По словам министра обороны Турции Хулуси Акара, только за одну ночь армия обстреляла более 200 целей, уничтожив пять вертолетов, 23 танка, 23 артиллерийских орудия, зенитные ракетные комплексы "Бук" и "Панцирь", а также 309 солдат сирийских войск. В атаке участвовали самые современные оперативно-тактические беспилотники Bayraktar TB2 и многоцелевые TAI Anka. Именно их массированное применение обеспечило невиданный успех турецкой армии.» Дата обращения: 10 декабря 2020. Архивировано 23 января 2021 года.
93. 1 2  Ridvan Bari Urcosta. The Revolution in Drone Warfare. The Lessons from the Idlib De-Escalation Zone // Министерство обороны США EUROPEAN, MIDDLE EASTERN, & AFRICAN AFFAIRS. FALL 2020. — 2020. — 31 августа (№ 65). — С. 16. Архивировано 27 октября 2020 года.
94. ↑  Сирия понесла тяжелые потери, но сбила 12 беспилотников Турции. Политнавигатор (3 марта 2020). — ««Показали только что в одной курилке потери сирийских правительственных сил с 26 по 28 февраля. Не турецкие, конечно, бравурные агитки, но потери серьезные. 191 погибший, 293 раненых, уничтожены либо повреждены: 23 танка, 16 БМП, 9 РСЗО», – перечислил Коц в своем блоге. Кроме того, по его данным, «ударом по наблюдательному пункту иранцев убиты 43 КСИРовца». «Сирийцы в общем сбили 12 турецких беспилотников. Пять – Анка и семь – Байрактар. Сбивали Панцирями и Буками», – уточнил он успехи Дамаска.» Дата обращения: 4 января 2021. Архивировано 22 декабря 2021 года.
95. ↑  «Панцирь» держит удар / Вооружения / Независимая газета. nvo.ng.ru. Дата обращения: 10 декабря 2020. Архивировано 31 октября 2020 года.
96. ↑  Turkey’s Drone War in Syria – A Red Team View | Small Wars Journal. smallwarsjournal.com. Дата обращения: 10 декабря 2020. Архивировано 24 декабря 2020 года.
97. 1 2  Syrian Army shoots down Turkish drone in Idlib, 10th in 3 days: photo (англ.). Al-Masdar News[англ.] (4 марта 2020). Дата обращения: 25 октября 2020. Архивировано 13 ноября 2021 года.
98. ↑  Libya: Turkish-made Bayraktar TB2 UAV seen at the GNA-held airbase Архивная копия от 22 декабря 2021 на Wayback Machine // africanmilitaryblog.com
99. ↑  Turning the Tide. Jason Pack, Wolfgang Pusztai. Middle East Institute. November 10, 2020. Дата обращения: 3 января 2021. Архивировано 22 декабря 2020 года.
100. ↑  Истребление турецкими Bayraktar TB2 российских «Панцирь-С1» назвали геноцидом. lenta.ru. Дата обращения: 12 ноября 2020. Архивировано 19 ноября 2020 года.
101. 1 2  В России объяснили геноцид «Панцирей» турецкими Bayraktar TB2. lenta.ru. Дата обращения: 12 ноября 2020. Архивировано 13 декабря 2020 года.
102. 1 2  «Геноцид» российских «Панцирей» объяснили «мертвой воронкой». lenta.ru. Дата обращения: 12 ноября 2020. Архивировано 6 декабря 2020 года.
103. ↑  Turning the Tide: How Turkey Won the War for Tripoli (англ.). Middle East Institute с. 12 (10 ноября 2020). Дата обращения: 3 января 2021. Архивировано 22 декабря 2020 года.
104. ↑  Силы ПВО Хафтара сбили очередной турецкий беспилотник Bayraktar TB2. Российская газета (31 марта 2020). — «Bayraktar TB2, которые обслуживаются и управляются турецким персоналом, активно используют для ударов по различным объектам, позициям, военной технике и живой силе ЛНА. Порой такие атаки бывают достаточно эффективными.

В то же время значительны потери и самих беспилотников. По разным оценкам, сбито уже около десятка таких дронов.» Дата обращения: 12 декабря 2020. Архивировано 15 апреля 2020 года.
105. 1 2  "Панцири" успешно охотятся на турецкие ударные беспилотники в Ливии. Российская газета (20 апреля 2020). — «Всего же, по данным ряда источников, с ноября прошлого года по настоящее время расчеты находящихся в Ливии "Панцирей" уничтожили 28 боевых беспилотников Bayraktar TB2. Независимые эксперты считают, что эти цифры   завышены: реально сбиты менее двух десятков.» Дата обращения: 11 декабря 2020. Архивировано 8 августа 2020 года.
106. ↑  Бутусов указал на важный нюанс войны в Нагорном Карабахе. Армия Азербайджана методично вклинивается во вражеские позиции. Hvylya.net (30 сентября 2020). Дата обращения: 25 февраля 2022. Архивировано 23 октября 2020 года.
107. ↑  Павел Аксенов. Война дронов в Карабахе: как беспилотники изменили конфликт между Азербайджаном и Арменией. BBC News (6 октября 2020). Дата обращения: 25 февраля 2022. Архивировано 9 октября 2021 года.
108. 1 2  Юрий Бутусов. Армения близка к потере Нагорного Карабаха. Gordonua.com (1 ноября 2020). Дата обращения: 25 февраля 2022. Архивировано 18 ноября 2020 года.
109. ↑  В России признали господство турецких Bayraktar TB2 над Карабахом. lenta.ru. Дата обращения: 14 ноября 2020. Архивировано 9 декабря 2020 года.
110. ↑  На Ходжавендском направлении фронта уничтожен вражеский ЗРК «Тор-M2KM»: видео. Дата обращения: 11 ноября 2020. Архивировано 22 декабря 2021 года.
111. ↑  Mutch, Thomas. Перевод статьи How Combat Drones Ended a Decades-Long War in 44 Days. — 2021. — Октябрь. Архивировано 17 ноября 2021 года.
112. ↑  Александр Бухаров. НЕБО КАРАБАХА. Арсенал Отечества. Дата обращения: 5 ноября 2021. Архивировано 5 ноября 2021 года.
113. 1 2  Казанский «Эникс»: «Турецкие беспилотчики предлагали нам сотрудничать». БИЗНЕС Online. Дата обращения: 4 декабря 2020. Архивировано 22 декабря 2021 года.
114. ↑  Турция продала Украине партию ударных беспилотников. Росбизнесконсалтинг (12 января 2019). Дата обращения: 25 февраля 2022. Архивировано 25 декабря 2021 года.
115. ↑  Порошенко сообщил о поставке на Украину турецких ударных беспилотников. Интерфакс (9 марта 2019). Дата обращения: 25 февраля 2022. Архивировано 30 января 2022 года.
116. ↑  Михаил Жирохов. Война дронов: чем полезны для Украины иностранные военные конфликты. Какие выводы может сделать Украина из войны в Ливии. Mind UA (26 февраля 2020). Дата обращения: 25 февраля 2022. Архивировано 26 ноября 2020 года.
117. ↑  Украина закупит у Турции беспилотники Bayraktar. Минобороны Украины закупит 48 турецких беспилотников. Хвиля (7 октября 2020). Дата обращения: 25 февраля 2022. Архивировано 29 октября 2020 года.
118. 1 2 3  Как в Донбассе применяются турецкие беспилотники и чем это грозит. BBC News Русская служба. Архивировано 26 января 2022. Дата обращения: 29 октября 2021.
119. ↑  Первый удар турецкого беспилотника Bayraktar в Донбассе показали на видео. lenta.ru. Дата обращения: 27 октября 2021. Архивировано 27 октября 2021 года.
120. ↑  Украина впервые применила в Донбассе турецкий беспилотник "Байрактар". BBC News Русская служба. Архивировано 22 марта 2022. Дата обращения: 29 октября 2021.
121. ↑  Бутусов раскрыл детали применения Bayraktar на Донбассе: уничтожили не одну, а две российских гаубицы. Obozrevatel (5 ноября 2021). Дата обращения: 28 февраля 2022. Архивировано 6 ноября 2021 года.
122. 1 2  Радарное сечение как у птички – сложно сбить". Что нужно знать о беспилотниках "Байрактар", которые Украина применила на Донбассе. Настоящее Время (20 октября 2021). Дата обращения: 28 февраля 2022. Архивировано 13 ноября 2021 года.
123. ↑  Bloomberg сообщил, что Украина купила у Турции больше дронов, чем было объявлено. Интерфакс (4 декабря 2021). Дата обращения: 27 февраля 2022. Архивировано 14 февраля 2022 года.
124. 1 2  Steve Balestrieri. Game Changer: How Ukraine Is Using Drones to Make Russia Pay (амер. англ.). 19FortyFive (22 апреля 2022). Дата обращения: 26 апреля 2022. Архивировано 26 апреля 2022 года.
125. ↑  Jack Buckby. How Ukraine's TB2 Drone Is Smashing the Russian Military (Or Not?) (амер. англ.). 19FortyFive (2 мая 2022). Дата обращения: 3 мая 2022. Архивировано 2 мая 2022 года.
126. ↑  David Hambling. Ukrainian Drone Strikes Are Extremely Bad News For Russia (англ.). Forbes. Дата обращения: 1 мая 2022. Архивировано 14 апреля 2022 года.
127. ↑  David Hambling. New Weapons From U.S. Could Rearm Ukraine’s Bayraktar Drones (англ.). Forbes. Дата обращения: 1 мая 2022. Архивировано 30 апреля 2022 года.
128. 1 2  Stavros Atlamazoglou. TB2: The Drone Ukraine Is Using To Fight Back Against Russia (амер. англ.). 19FortyFive (4 мая 2022). Дата обращения: 4 мая 2022.
129. ↑  Peter Suciu. TB2, Switchblade and Punisher: Top 3 Drones Ukraine Is Using Against Russia (амер. англ.). 19FortyFive (25 апреля 2022). Дата обращения: 26 апреля 2022. Архивировано 26 апреля 2022 года.
130. ↑  Brent M. Eastwood. Meet Ukraine's TB2 Bayraktar Combat Drone (Russia Hates It) (амер. англ.). 19FortyFive (13 апреля 2022). Дата обращения: 26 апреля 2022. Архивировано 26 апреля 2022 года.
131. ↑  Jeong Soo Kim. Sink or Swim: Surface Combatants Need Air Defenses in the Drone Era (англ.). The National Interest (5 мая 2022). Дата обращения: 8 мая 2022. Архивировано 6 мая 2022 года.
132. ↑  David Axe. Ukraine’s Best Fighter Jets Just Bombed The Hell Out Of The Russian Troops On Snake Island (англ.). Forbes. Дата обращения: 11 мая 2022. Архивировано 13 мая 2022 года.
133. ↑  Jack Buckby. Ukraine's Bayraktar TB2 Drones Could Soon Be Even Deadlier (амер. англ.). 19FortyFive (10 мая 2022). Дата обращения: 11 мая 2022. Архивировано 11 мая 2022 года.
134. ↑  Brent M. Eastwood. Ukraine's TB2 Drones: Can They Help Sink the Russian Navy? (амер. англ.). 19FortyFive (3 мая 2022). Дата обращения: 3 мая 2022. Архивировано 3 мая 2022 года.
135. ↑  Steve Balestrieri. Putin Is Angry: Ukraine Sinks Two Russian 'Raptor' Patrol Boats (амер. англ.). 19FortyFive (2 мая 2022). Дата обращения: 4 мая 2022. Архивировано 2 мая 2022 года.
136. ↑  Sebastien Roblin. Snake Island: Where the Russian Navy Goes to Die (амер. англ.). 19FortyFive (5 мая 2022). Дата обращения: 6 мая 2022. Архивировано 5 мая 2022 года.
137. ↑  Ukraine's drones are becoming increasingly ineffective as Russia ramps up its electronic warfare and air defenses Архивная копия от 14 февраля 2024 на Wayback Machine. Business Insider. 3 July 2022.
138. ↑  Ukrainian Conflict: How drones are playing. BBC (25 июля 2022). Дата обращения: 14 апреля 2024. Архивировано 11 сентября 2022 года.
139. ↑  Производитель Bayraktar назвал срок запуска завода на Украине. РБК (23 июня 2023). Дата обращения: 23 июня 2023. Архивировано 23 июня 2023 года.
140. ↑  Война будущего. Как конфликт в Карабахе повлияет на развитие военных беспилотников. BBC News Русская служба. Архивировано 18 ноября 2020. Дата обращения: 10 декабря 2020.
141. ↑  Минобороны считает турецкий беспилотник Bayraktar легкой целью для ПВО. ТАСС. — «"Во всем важны нюансы. Если в "Панцире" нет расчета, если расчет стоит на улице, если "Панцирь" не находится в боевом режиме, то это просто полигонная цель для тренировки расчетов Bayraktar, - пояснил Муравкин, отвечая на вопрос корреспондента о причинах уничтожения комплексов ПВО расчетами беспилотников в Сирии и Ливии. ЗРПК "Панцирь-С" несет вооружение из двух 30-миллиметровых пушек, каждая из которых способна делать до 40 выстрелов в секунду, а также 12 зенитных ракет. Комплекс способен поражать воздушные цели, летящие на скорости до 1000 м/с (3М), на дистанции до 20 км». Дата обращения: 20 декабря 2021. Архивировано 19 декабря 2021 года.
142. ↑  Стало известно о провале новейших российских зенитных комплексов в Сирии. Взгляд (2 ноября 2018). Дата обращения: 1 марта 2022. Архивировано 23 октября 2020 года.
143. ↑  После карабахского конфликта все говорят о «революции дронов» Исчерпывающий путеводитель «Медузы» по тому, как беспилотники (возможно) изменят войны — и что это значит для России. Meduza. Дата обращения: 2 июля 2022. Архивировано 2 июля 2022 года.
144. ↑  Турецкие БЛА Bayraktar TB2 оказались беззащитны перед российскими ЗРПК «Панцирь-С1». versia.ru. Дата обращения: 8 января 2021. Архивировано 26 апреля 2021 года.
145. ↑  Turkish Air Force Bayraktar TB-2S armed drone crashed in Hatay province (англ.). Fighter Jets World (2 июля 2018). Дата обращения: 26 мая 2020. Архивировано 23 сентября 2020 года.
146. ↑  Libya: LNA Downs Two Turkish Drones in Tripoli (англ.). Asharq AL-awsat. Дата обращения: 26 мая 2020. Архивировано 23 июля 2020 года.
147. ↑  Tyler Durden. Libyan Rebels Shoot Down Turkish Plane Moments After Ankara Approves Sending Troops (англ.). ZeroHedge (2 января 2020). Дата обращения: 27 октября 2020. Архивировано 30 октября 2020 года.
148. ↑  Libyan forces claim to have shot down Turkish aircraft after Haftar declares 'jihad' on Ankara (англ.). RT (3 января 2020). Дата обращения: 27 октября 2020. Архивировано 2 ноября 2020 года.
149. ↑  Harro Ranter. Incident Bayraktar TB2 drone , 02 Jan 2020 (англ.). Aviation Safety Network. — «The military drone was reportedly shot down by LNA armed forces.» Дата обращения: 27 октября 2020. Архивировано 1 ноября 2020 года.
150. ↑  Libyan Army shoots down Turkish aircraft in southern Tripoli (англ.). Al-Masdar News[англ.] (25 февраля 2020). Дата обращения: 25 октября 2020. Архивировано 6 октября 2021 года.
151. ↑  «الجيش الليبي يسقط طائرة تركية جنوب طرابلس» (араб.). Al-Hadath[англ.] (26 февраля 2020). Дата обращения: 4 мая 2022. Архивировано 29 октября 2020 года.
152. ↑  Harro Ranter. Incident Bayraktar TB2 , 25 Feb 2020 (англ.). Aviation Safety Network. — «It was shot down by LNA armed forces short after take off.» Дата обращения: 25 октября 2020. Архивировано 28 октября 2020 года.
153. ↑  Kazim Abdul. Libya: LNA shoots down GNA TB2 Bayraktar UAV (англ.). Military Africa (25 февраля 2020). Дата обращения: 10 декабря 2020. Архивировано 30 ноября 2020 года.
154. ↑  Syrian Army shoots down Turkish military drone in western Aleppo: photos (англ.). Al-Masdar News[англ.] (3 марта 2020). Дата обращения: 25 октября 2020. Архивировано 28 октября 2020 года.
155. ↑  Two Turkish Air Force Drone Reportedly Shot Down By Syrian Air Defense Over Idlib (англ.). Fighter Jets World (3 марта 2020). Дата обращения: 25 октября 2020. Архивировано 4 марта 2021 года.
156. ↑  In Photos: Syrian Troops Shot Down Turkish Bayraktar TB2 Combat Drone Near Saraqib (англ.). SouthFront (3 марта 2020). Дата обращения: 27 октября 2020. Архивировано 31 октября 2020 года.
157. ↑  Harro Ranter. Incident Bayraktar TB2 , 03 Mar 2020 (англ.). Aviation Safety Network. — «The Turkish military drone was shot down by the Syrian Army.» Дата обращения: 25 октября 2020. Архивировано 28 октября 2020 года.
158. ↑  In Photos: Turkish Combat Drone Shot Down By Syrian Army In Greater Idlib (англ.). SouthFront (4 марта 2020). Дата обращения: 27 октября 2020. Архивировано 31 октября 2020 года.
159. ↑  Harro Ranter. Incident Bayraktar Tactical UAS , 04 Mar 2020 (англ.). Aviation Safety Network. — «The Turkish drone was shot down by the Syrian Arab Army.» Дата обращения: 25 октября 2020. Архивировано 28 октября 2020 года.
160. ↑  Turkish Bayraktar TB2 Combat Drone Crashed Near Syrian Border (англ.). SouthFront (10 марта 2020). Дата обращения: 25 октября 2020. Архивировано 28 октября 2020 года.
161. ↑  Batman’da İHA düştü (тур.). Gazete İlk Sayfa (9 марта 2020). Дата обращения: 25 октября 2020. Архивировано 28 октября 2020 года.
162. ↑  Batman’da Bayraktar TB2 düştü (тур.). AirTurkHaber.com (9 марта 2020). Дата обращения: 25 октября 2020. Архивировано 28 октября 2020 года.
163. ↑  Wreckage Of Turkish Combat Drone Uncovered In Southeast Idlib (Photos) (англ.). LATEST NEWS (18 марта 2020). Дата обращения: 26 мая 2020. Архивировано из оригинала 18 марта 2020 года.
164. ↑  ANNA-NEWS. Telegram. Дата обращения: 26 мая 2020. Архивировано 18 марта 2020 года.
165. ↑  LNA Downs Another Turkish Bayraktar Drone Loaded at Mitiga Airbase (англ.). Al Marsad (31 марта 2020). Дата обращения: 27 октября 2020. Архивировано 28 октября 2020 года.
166. ↑  New drone shot down south of Tripoli (англ.). ItaMilRadar (26 мая 2020). Дата обращения: 26 мая 2020. Архивировано 10 июня 2020 года.
167. ↑  Made in Turkey , Destroyed in Libya . Another BAYRAKTAR TB2 Combat Drone Downed (англ.). Mideast Discourse (31 марта 2020). Дата обращения: 25 октября 2020. Архивировано 28 октября 2020 года.
168. ↑  Made In Turkey, Destroyed In Libya. Another Bayraktar TB2 Combat Drone Downed (Photos, Videos) (англ.). SouthFront (31 марта 2020). Дата обращения: 27 октября 2020. Архивировано 24 октября 2020 года.
169. ↑  Harro Ranter. Incident Bayraktar TB2 , 30 Mar 2020 (англ.). Aviation Safety Network. — «The military drone was shot down by LNA armed forces.» Дата обращения: 25 октября 2020. Архивировано 28 октября 2020 года.
170. ↑  Libyan National Army Shoots Down Turkish Bayraktar TB2 Drone Operated By GNA (англ.). Fighter Jets World (5 апреля 2020). Дата обращения: 27 октября 2020. Архивировано 15 августа 2020 года.
171. ↑  Libyan National Army Shot Down Another Turkish Bayraktar-TB2 Combat Drone (Photo) (англ.). SouthFront (5 апреля 2020). Дата обращения: 27 октября 2020. Архивировано 25 октября 2020 года.
172. ↑  Harro Ranter. Incident Bayraktar TB2 drone , 04 Apr 2020 (англ.). Aviation Safety Network. — «The GNA drone was shot down by Lybian National Army (LNA) armed forces.» Дата обращения: 27 октября 2020. Архивировано 31 октября 2020 года.
173. ↑  Fahad Shabbir. Libya's Eastern-Based Forces Say Downed Turkish Drone In Over Tripoli (англ.). UrduPoint[англ.] (14 апреля 2020). Дата обращения: 25 октября 2020. Архивировано 28 октября 2020 года.
174. ↑  Harro Ranter. Incident Bayraktar TB2 drone T94, 13 Apr 2020 (англ.). Aviation Safety Network. — «The GNA military drone was apparently downed upon takeoff by armed forces of the Libyan National Army (LNA).» Дата обращения: 25 октября 2020. Архивировано 28 октября 2020 года.
175. ↑  Libya becomes graveyard for Turkish drones as 3 more shot down (англ.). Al-Masdar News[англ.] (17 апреля 2020). Дата обращения: 27 октября 2020. Архивировано 4 декабря 2020 года.
176. ↑  Turkish Combat Drones Continue Falling In Libya (Photos) (англ.). SouthFront (17 апреля 2020). Дата обращения: 27 октября 2020. Архивировано 31 октября 2020 года.
177. ↑  Harro Ranter. Incident Bayraktar TB2 drone T95, 16 Apr 2020 (англ.). Aviation Safety Network. — «The military Turkish drone was downed by armed forces of the Libyan National Army (LNA).» Дата обращения: 27 октября 2020. Архивировано 30 октября 2020 года.
178. ↑  الجيش الليبي يسقط طائرة تركية مسيرة جنوب طرابلس (араб.). Sky News Arabia[англ.] (18 апреля 2020).
179. ↑  Libyan Army Shoots Down Another Turkish Bayraktar Combat Drone (Videos) (англ.). SouthFront (18 апреля 2020). Дата обращения: 27 октября 2020. Архивировано 30 октября 2020 года.
180. ↑  Harro Ranter. Incident Bayraktar TB2 drone , 18 Apr 2020 (англ.). Aviation Safety Network. — «The Turkish military drone was downed by armed forces of the Libyan National Army (LNA).» Дата обращения: 27 октября 2020. Архивировано 1 ноября 2020 года.
181. ↑  Al-Heliq: International Community Must Withdraw Recognition from the GNA and Stop Turkish Invasion of Libya (англ.). Al Marsad. Дата обращения: 26 мая 2020. Архивировано 5 мая 2020 года.
182. ↑  Another Turkish Bayraktar Combat Drone Crashes In Libya (Photos) (англ.). SouthFront (2 мая 2020). Дата обращения: 27 октября 2020. Архивировано 30 октября 2020 года.
183. ↑  Harro Ranter. Incident Bayraktar TB2 drone , 02 May 2020 (англ.). Aviation Safety Network. — «The Turkish made drone was shot down by armed forces of the Libyan National Army (LNA).» Дата обращения: 27 октября 2020. Архивировано 31 октября 2020 года.
184. ↑  الجيش يسقط طائرة تركية مسيرة بالقرب من مدينة الشويرف (араб.) (недоступная ссылка — история). Libya 24 - ليبيا 24 (12 мая 2020). Дата обращения: 26 мая 2020.
185. ↑  Turkish Bayraktar and Russian Pantsir: Has Turkey Gained Advantage over Russian Weaponry? 24.12.2020. Дата обращения: 8 декабря 2021. Архивировано 8 декабря 2021 года.
186. ↑  Turkish Bayraktar vs Russian Pantsir: Has Turkey gained the advantage over Russian weaponry? (англ.). AMN - Al-Masdar News | المصدر نيوز (24 декабря 2020). Дата обращения: 27 декабря 2020. Архивировано 24 декабря 2020 года.
187. ↑  Military Africa. Drone war in Libya: Wing Loong II versus Bayraktar TB2 (англ.). Military Africa (26 сентября 2019). Дата обращения: 3 января 2021. Архивировано 22 декабря 2021 года.
188. ↑  Турецкий беспилотник с канадской видеокамерой: в Минобороны Армении раскрыли детали. Sputnik (20 октября 2020). Дата обращения: 25 октября 2020. Архивировано 29 октября 2020 года.
189. ↑  Armenian forces shoot down Turkish and Israeli-made drones: video (англ.). Al-Masdar News[англ.] (20 октября 2020). Дата обращения: 25 октября 2020. Архивировано 1 декабря 2020 года.
190. ↑  Karabakh displays wreckage of Turkish Bayraktar drone (англ.). PanARMENIAN.net (20 октября 2020). Дата обращения: 25 октября 2020. Архивировано 1 ноября 2020 года.
191. ↑  Payload Systems (англ.). Baykar. Архивировано из оригинала 4 августа 2020 года.
192. ↑  Levon Sevunts. Armenia claims it found Canadian tech on downed Turkish drone (англ.). Canadian Broadcasting Corporation (20 октября 2020). Дата обращения: 25 октября 2020. Архивировано 25 октября 2020 года.
193. ↑  Federal Contract Opportunity for L-3 MX-15D Sensor Turrets. govtribe.com (2017). Дата обращения: 20 декабря 2020. Архивировано 12 декабря 2020 года.
194. ↑  Armenian forces shoot down another Turkish drone over Karabakh: photos (англ.). Al-Masdar News[англ.] (21 октября 2020). Дата обращения: 25 октября 2020. Архивировано 16 января 2021 года.
195. ↑  In Photos: Armenia Shows Turkish Bayraktar TB2 Drone Downed In Karabakh (англ.). SouthFront (20 октября 2020). Дата обращения: 25 октября 2020. Архивировано 21 октября 2020 года.
196. ↑  SouthFront. Armenians Claim They Shot Down Another Bayraktar TB2 Over Nagorno-Karabakh (Video, Photos) (англ.) (22 октября 2020). Дата обращения: 18 декабря 2020. Архивировано 5 января 2021 года.
197. ↑  Bombardier Recreational Products suspends delivery of aircraft engines used on military drones | CBC News. CBC. Архивировано 12 ноября 2020. Дата обращения: 12 ноября 2020.
198. ↑  Armenia claims it shot down Azerbaijani Bayraktar TB2 combat drone (англ.). defence-blog.com (8 ноября 2020). Дата обращения: 12 ноября 2020. Архивировано 9 декабря 2020 года.
199. ↑  Шушан Степанян, пресс-секретарь Минобороны Армении. Shushan Stepanyan. www.facebook.com. Дата обращения: 9 декабря 2020. Архивировано 9 декабря 2020 года.
200. ↑  Harrison Kass. New Images Show Ukraine TB2 Drone Strike Damage on Russian Landing Craft (англ.). 19FortyFive (13 мая 2022). Дата обращения: 5 июня 2022. Архивировано 13 мая 2022 года.
201. ↑  David Axe. After Five Months, The Russians Finally Managed To Destroy Some Ukrainian Drone Equipment (англ.). Forbes. Дата обращения: 7 февраля 2023. Архивировано 9 ноября 2022 года.
202. ↑  Потерявший управление украинский беспилотник был сбит в небе над Киевом. euronews.com (4 мая 2023). Дата обращения: 5 мая 2023. Архивировано 5 мая 2023 года.
203. 1 2  Baykar. The Bayraktar TB2. Дата обращения: 28 октября 2021. Архивировано 28 октября 2021 года.
204. 1 2  Baykar. Bayraktar TB2 Tactical UAV (англ.) (2020). — каталог. Архивировано 22 мая 2020 года.
205. ↑  Турецкий ударный БПЛА «Bayraktar TB2». Дата обращения: 6 марта 2020. Архивировано 5 марта 2020 года.
206. ↑  Roketsan. Roketsan - MAM-C Smart Micro Munition (англ.). Roketsan. Дата обращения: 20 ноября 2021. Архивировано 11 ноября 2021 года.
207. ↑  Roketsan. Roketsan - MAM-L Smart Micro Munition (англ.). Roketsan. Дата обращения: 20 ноября 2021. Архивировано 11 ноября 2021 года.
208. ↑  Киллеры танков: Что могут турецкие беспилотники, которые закупила Украина – новости АТО. www.depo.ua. Дата обращения: 10 декабря 2021. Архивировано 10 декабря 2021 года.
209. ↑  Stavros Atlamazoglou. TB2: The Drone Ukraine Is Using To Fight Back Against Russia (амер. англ.). 19FortyFive (4 мая 2022). Дата обращения: 12 мая 2022.
210. ↑  Хіт про «Байрактар» написав кадровий військовий, і він вже готує наступну прем'єру. ТСН.ua (8 марта 2022). Дата обращения: 8 марта 2022. Архивировано 12 марта 2022 года.
211. ↑  Odessa.Ltd - Гарна українська пісня..., Архивировано 3 марта 2022, Дата обращения: 3 марта 2022 Источник. Дата обращения: 7 мая 2022. Архивировано 3 марта 2022 года.
212. ↑  UGF - BAYRAKTAR (Ukrainian Ground Forces) tekst piosenki - Teksciory.pl. teksciory.interia.pl. Дата обращения: 2 марта 2022. Архивировано 2 марта 2022 года.
213. ↑  Полетели, Байрактарчики! ГОЛОС АМЕРИКИ. Дата обращения: 17 мая 2022. Архивировано 17 мая 2022 года.